# Tausendundeine Nacht – Liste der Geschichten
Tausendundeine Nacht – Liste der Geschichten ist eine Nachschlageliste der Erzählungen aus Tausendundeine Nacht. Sie folgt der Nummerierung der einzelnen Geschichten in der Arabian Nights Encyclopedia (ANE). Eine zweite alphabetisch geordnete Liste umfasst jene Geschichten, die nicht in der ANE enthalten sind; unter anderem da manche zum Zeitpunkt der Veröffentlichung des Werks noch nicht entdeckt waren (etwa jene der Kayseri-Handschrift).

## Sortierung
Um die Geschichten rasch in bekannten Ausgaben wiederzufinden, umfassen beide Listen die Band- und Seitenangaben der wichtigsten und umfangreichsten Sammlung von Richard Francis Burton (englischsprachig)
- Richard Francis Burton: Arabian Nights. Burton Club, 1900 (Erstausgabe 1885–1888), 16 Bände, (Kalkutta-II-Edition, Breslauer Edition, Orphan Stories, Wortley Montagu-Handschrift, Chavis-Handschrift), sowie von
- Joseph-Charles Mardrus: The Book of the Thousand Nights and One Night. Übersetzung ins Englische von Powys Mathers. 4 Bände. Routledge, London 1986.

sowie die bedeutenden Übersetzungen ins Deutsche von:
- Max Habicht: Tausend und eine Nacht – Arabische Erzählungen. F.W. Hendel Verlag, Leipzig 1926, 12 Bände (Erstausgabe 1824–1843, Breslauer Edition und Tunesische Handschrift)
- Gustav Weil: Tausend und eine Nacht. Karl Müller Verlag, Erlangen 1984 (Erstausgabe 1839), 4 Bände. (insb. Breslauer Edition und Bulaq-Edition)
- Enno Littmann: Die Erzählungen aus den tausendundein Nächten. Insel Verlag, Frankfurt 1968 (Erstausgabe 1922–1928), 6 Bände (Kalkutta-II-Edition)
- Felix Tauer: Neue Erzählungen aus den Tausendundein Nächten. Insel Taschenbuch, Frankfurt am Main 1989, 2 Bände (Wortley-Montague-Handschrift)
- Claudia Ott
  - Tausendundeine Nacht. C.H.Beck, München 2011 (2004) (Galland-Handschrift) – (abgekürzt: TN)
  - Tausendundeine Nacht. Das glückliche Ende, C.H.Beck, München 2016. (Kayseri-Handschrift) – (abgekürzt DgE)
  - Tausendundeine Nacht – Das Buch der Liebe. C. H. Beck, München 2022. – (abgekürzt: BdL)

Um eine alphabetische Themensuche zu erleichtern, werden (un)bestimmte Artikel (ein, der, etc.) und Ausdrücke wie „Geschichte des...“ hinten angestellt; Beispiel: Fuchs und dem Raben; Geschichte vom.

## Liste der Geschichten nach der Arabian Nights Encyclopedia
| ANE-Nr. | Deutscher Wikipedia-Artikel                                                                                  | Englischer Titel in der ANE                                                                     | Burton 1900        | Weil 1984   | Littmann 1968        | Ott          | Habicht 1926     | Tauer 1989       | Mardrus 1989 |
| ------- | --- | ----------------------------------------------------------------------------------------------- | ------------------ | ----------- | -------------------- | ------------ | ---------------- | ---------------- | ------------ |
| ANE 1   | König Schahriyar und Schahrasad, die Tochter seines Wesirs                                                   | Shahriyâr and His Brother; The Story of King                                                    | 1, 1–24            | enth.       | 1, 17–32             | TN, 9–30     | 1, 9–39          | enth.            | 1, 1–9       |
| ANE 2   | Stier und dem Esel; Vom                                                                                      | Bull and the Ass, Tale of the                                                                   | 1, 16–19           | enth.       | 1, 27–29             | TN, 21–24    | 1, 28–39         | nicht enth.      | 1, 6–9       |
| ANE 3   | Kaufmann und seiner Frau; Vom                                                                                | Merchant and His Wife; Tale of the                                                              | 1, 19–23           | enth.       | 1, 29–31             | TN, 24–27    | enth.            | nicht enth.      | 1, 10–19     |
| ANE 4   | Der Kaufmann und der Dschinni                                                                                | Trader and the Jinnî; Story of the                                                              | 1, 24–37           | enth.       | 1, 32–48             | TN, 31–49    | 1, 40–66         | nicht enth.      | enth.        |
| ANE 5   | Die Geschichte des ersten Alten                                                                              | Shaykh’s Story; The First                                                                       | 1, 27–31           | enth.       | 1, 35–40             | TN, 38–43    | 1, 49–57         | nicht enth.      | 1, 12–15     |
| ANE 6   | Die Geschichte des zweiten Alten                                                                             | Shaykh’s Story; The Second                                                                      | 1, 32–35           | enth.       | 1, 41–45             | TN, 43–48    | 1, 57–64         | nicht enth.      | 1, 15–17     |
| ANE 7   | Die Geschichte des dritten Alten                                                                             | Shaykh’s Story; The Third                                                                       | 1, 36f.            | enth.       | 1, 46–48             | nicht enth.  | 1, 64–66         | nicht enth.      | 1, 18–19     |
| ANE 8   | Der Fischer und der Dschinni                                                                                 | Fisherman and the Jinnî; The                                                                    | 1, 38–82           | enth.       | 1, 48–96             | TN, 49–98    | 1, 66–           | nicht enth.      | enth.        |
| ANE 9   | König Yunan und der Arzt Duban                                                                               | Yûnân and the Sage Dûbân; The Story of King                                                     | 1, 45–60           | enth.       | 1, 56–72             | TN, 57–84    | 1, 78–84         | nicht enth.      | enth.        |
| ANE 10  | | Sindbâd and His Falcon; The Story of King                                                       | 1, 50–52           | enth.       | 1, 62–65             |              | enth.            | nicht enth.      | enth.        |
| ANE 11  | Kaufmann mit dem Papagei; Der                                                                                | Husband and the Parrot; The                                                                     | 1, 52–54           | enth.       | nicht enth.          | TN, 63–65    | enth.            | nicht enth.      | nicht enth.  |
| ANE 12  | Der Königssohn und die Ghula                                                                                 | Prince and the Ogress; The Story of the                                                         | 1, 54f.            | enth.       | 1, 65f.              | TN, 66–84    | enth.            | nicht enth.      | enth.        |
| ANE 13  | Die Geschichte des verzauberten Königs                                                                       | Ensorcelled Prince; The Tale of the                                                             | 1, 69–82           | enth.       | 1, 83–96             | TN, 84–98    | enth.            | nicht enth.      | enth.        |
| ANE 14  | Der Träger und die drei Damen                                                                                | Porter and the Three Ladies of Baghdad; The Story of the                                        | 1, 82–186          | enth.       | 1, 97–214            | TN, 98–218   | enth.            | nicht enth.      | enth.        |
| ANE 15  | Die Geschichte des ersten Bettelmönchs                                                                       | Qalandar’s Tale; The First                                                                      | 1, 104–113         | enth.       | 1, 121–131           | TN, 127–135  | enth.            | nicht enth.      | 1, 66–72     |
| ANE 16  | Die Geschichte des zweiten Bettelmönchs                                                                      | Qalandar’s Tale; The Second                                                                     | 1, 113–129         | enth.       | 1, 131–162           | TN, 135–148  | enth.            | nicht enth.      | 1, 72–89     |
| ANE 17  | Der Neider und die Beneidete                                                                                 | Envier and the Envied; The Tale of                                                              | 1, 123–126         | enth.       | 1, 144–147           | TN, 148–165  | enth.            | nicht enth.      | nicht enth.  |
| ANE 18  | Die Geschichte des dritten Bettelmönchs                                                                      | Qalandar’s Tale; The Third                                                                      | 1, 139–161         | enth.       | 1, 162–185           | TN, 166–195  | enth.            | nicht enth.      | 1, 89–103    |
| ANE 19  | Die Geschichte der ersten Dame, der Hausherrin                                                               | Eldest Lady’s Tale; The                                                                         | 1, 162–173         | enth.       | 1, 187–199           | TN, 195–205  | enth.            | nicht enth.      | 1, 103–111   |
| ANE 20  | Die Geschichte der zweiten Dame, der mit den Schlagspuren                                                    | Portress; The Tale of the                                                                       | 1, 173–184         | enth.       | 1, 199–214           | TN, 206–218, | enth.            | nicht enth.      | 1, 111–120   |
| ANE 21  | Die drei Äpfel                                                                                               | Three Apples; The Tale of the                                                                   | 1, 186–254         | enth.       | 1, 214–291           | TN, 218–226  | 2, 150–237       | nicht enth.      | 1, 120–127   |
| ANE 22  | Die beiden Wesire Nuraddin von Ägypten und Badraddin von Basra                                               | Nûr al-Dîn ‘Alî and His Son Badr al-Dîn Hasan; The Tale of                                      | 1, 195–254         | enth.       | 1, 224–291           | TN, 227–295  | 2, 163–237       | nicht enth.      | 1, 127–173   |
| ANE 23  | Der Bucklige, der Freund des Kaisers von China                                                               | Hunchback’s Tale; The                                                                           | 1, 255–352         | enth.       | 1, 292–406           | TN, 296–423  | 2, 237–; 3, 7–95 |                  | 1, 174–232   |
| ANE 24  | Die Geschichte des christlichen Maklers: Der junge Mann mit der abgehackten Hand und die Dame                | Nazarene Broker’s Story; The                                                                    | 1, 262–278         | enth.       | 1, 300–318           | TN, 307–325  | 2, 249–271       |                  | enth.        |
| ANE 25  | Die Geschichte des Küchenchefs: Der junge Mann aus Bagdad und die Sklavin Subeidas, der Gemahlin des Kalifen | Reeve’s Tale; The                                                                               | 1, 278–288         | enth.       | 1, 318–331           | TN, 325–338  | 2, 271–292       | nicht enth.      | enth.        |
| ANE 26  | Die Geschichte des jüdischen Arztes: Der junge Mann aus Mosul und die ermordete Dame                         | Jewish Doctor; The Tale of the                                                                  | 1, 288–300         | enth.       | 1, 331–343           | TN, 339–354  | 2, 292–309       |                  | enth.        |
| ANE 27  | Die Geschichte des Schneiders: Der hinkende junge Mann aus Bagdad und der Friseur                            | Tailor; Tale of the                                                                             | 1, 300–349         | enth.       | 1, 343–406           | TN, 354–     | 3, 7–32          | nicht enth.      | enth.        |
| ANE 28  | Die Geschichte des Friseurs                                                                                  | Barber’s Tale of Himself; The                                                                   | 1, 317–348         | enth.       | 1, 363–402           | TN, 380–420  | 3, 32–95         | nicht enth.      | enth.        |
| ANE 29  | Der erste Bruder, der bucklige Schneider                                                                     | Barber’s Tale of His First Brother; The                                                         | 1, 319–324         | enth.       | 1, 366–371           | TN, 383–389  | 3, 35–42         |                  | enth.        |
| ANE 30  | Der zweite Bruder: "Plappermaul", der halbseitig Gelähmte                                                    | Barber’s Tale of His Second Brother; The                                                        | 1, 324–328         | enth.       | 1, 372–377           | TN, 389–394  | 3, 42–51         |                  | enth.        |
| ANE 31  | Der dritte Bruder: "Fakfak", der Blinde                                                                      | Barber’s Tale of His Third Brother; The                                                         | 1, 328–331         | enth.       | 1, 377–381           | TN, 394–398  | 3, 51–58         |                  | enth.        |
| ANE 32  | Der vierte Bruder, der einäugige Fleischer                                                                   | Barber’s Tale of His Fourth Brother; The                                                        | 1, 331–334         | enth.       | 1, 381–385           | TN, 398–402  | 3, 58–64         |                  | enth.        |
| ANE 33  | Der fünfte Bruder, der mit den abgeschnittenen Ohren                                                         | Barber’s Tale of His Fifth Brother; The                                                         | 1, 335–343         | enth.       | 1, 385–396           | TN, 403–414  | 3, 64–79         |                  | enth.        |
| ANE 34  | Der sechste Bruder, der mit den abgeschnittenen Lippen                                                       | Barber’s Tale of His Sixth Brother; The                                                         | 1, 343–348         | enth.       | 1, 396–402           | TN, 414–419  | 3, 79–91         |                  | enth.        |
| ANE 35  | Sklavin Anis al-Dschalis; Die                                                                                | Nûr al-Dîn ‘Alî and the Damsel Anîs al-Jalîs                                                    | 2, 1–44            | 1, 255–289  | 1, 406–460           | TN, 495–551  | 4, 94–171        |                  | 1, 271–316   |
| ANE 36  | | Ghânim ibn Ayyûb, the Distraught, the Thrall of Love; The Tale of                               | 2, 45–76           | enth.       | 1, 460–500           |              | 6, 7–75          | nicht enth.      | enth.        |
| ANE 37  | | Eunuch, Bukhayt; The Tale of the first                                                          | 2, 49–50           | enth.       | 1, 465f.             |              | nicht enth.      | nicht enth.      | enth.        |
| ANE 38  | | Eunuch, Kâfûr; The Tale of the second                                                           | 2, 51–56           | enth.       | 1, 467–473           |              | nicht enth.      | nicht enth.      | enth.        |
| ANE 39  | | ‘Umar ibn al-Nu‘mân and His Sons Sharrkân and Daw’ al-Makân; Tale of King                       | 2, 77–333; 3, 1–48 | enth.       | 1, 500–766; 2, 7–225 |              | nicht enth.      | nicht enth.      | enth.        |
| ANE 40  | Tadsch al-Muluk und die Prinzessin Dunya                                                                     | Tâj al-Mulûk and the Princess Dunyâ; the Lover and the Loved                                    | 2, 283–333 3, 1–48 | enth.       | 2, 7–113             |              | nicht enth.      | nicht enth.      | enth.        |
| ANE 41  | Aziz und Aziza                                                                                               | ‘Azîz and ‘Azîza; The Tale of                                                                   | 2, 298–333 3, 1–8  | enth.       | 2, 25–79             |              | nicht enth.      | nicht enth.      | enth.        |
| ANE 42  | Haschischesser; Der                                                                                          | Hashish Eater; Tale of the                                                                      | 3, 91–93           | nicht enth. | 2, 193–195           |              | nicht enth.      | nicht enth.      | enth.        |
| ANE 43  | | Hammâd the Badawî; Tale of                                                                      | 3, 104–111         | nicht enth. | enth.                |              | nicht enth.      | nicht enth.      | enth.        |
| ANE 44  | | Birds and Beasts and the Carpenter, Tale of the                                                 | 3, 114–125         | enth.       | enth.                |              | nicht enth.      | nicht enth.      | enth.        |
| ANE 45  | fromme Taubenpärchen, Das                                                                                    | Hermits; The                                                                                    | 3, 125–129         | enth.       | 2, 239f.             | DgE, 30–31   | nicht enth.      | nicht enth.      | enth.        |
| ANE 46  | | Water-fowl and the Tortoise; Tale of the                                                        | 3, 129–132         | nicht enth. | 2, 244–248           |              | nicht enth.      | nicht enth.      | enth.        |
| ANE 47  | | Wolf and the Fox; Tale of the                                                                   | 3, 132–146         | nicht enth. | 2, 249–268           |              | nicht enth.      | nicht enth.      | enth.        |
| ANE 48  | Falken und dem Rebhuhn, Vom                                                                                  | Falcon and the Partridge, Tale of the                                                           | 3, 138–146         | nicht enth. | 2, 257f.             |              | nicht enth.      | nicht enth.      | enth.        |
| ANE 49  | Maus und dem Wiesel, Von der                                                                                 | Mouse and the Ichneumon; The Tale of the                                                        | 3, 147–148         | nicht enth. | 2, 268–270           |              | nicht enth.      | nicht enth.      | enth.        |
| ANE 50  | Raben und von der Katze; Vom                                                                                 | Cat and the Crow; The                                                                           | 3, 149             | enth.       | 2, 270f.             |              | nicht enth.      | nicht enth.      | enth.        |
| ANE 51  | Fuchs und dem Raben; Geschichte vom                                                                          | Fox and the Crow; The                                                                           | 3, 150             | nicht enth. | 2, 272–280           | DgE, 63–70   | nicht enth.      | nicht enth.      | enth.        |
| ANE 52  | Floh und der Maus; Geschichte vom                                                                            | Flea and the Mouse; The                                                                         | 3, 151–153         | nicht enth. | 2, 273–276           | DgE, 64–65   | nicht enth.      | nicht enth.      | enth.        |
| ANE 53  | Sakerfalken und den Raubvögeln; Vom                                                                          | Saker and the Birds; The                                                                        | 3, 154             | nicht enth. | 2, 277–278           | DgE, 68–69   | nicht enth.      | nicht enth.      | enth.        |
| ANE 54  | | Sparrow and the Eagle; The                                                                      | 3, 155             | nicht enth. | 2, 278–280           |              | nicht enth.      | nicht enth.      | enth.        |
| ANE 55  | Igel und den Holztauben, Vom                                                                                 | Hedgehog and the Wood-pigeons; The                                                              | 3, 156–157         | nicht enth. | 2, 280–284           |              | nicht enth.      | nicht enth.      |              |
| ANE 56  | Kaufmann und den beiden Gaunern, Vom                                                                         | Merchant and the Two Sharpers; The                                                              | enth.              | nicht enth. | 2, 283–284           |              | nicht enth.      | nicht enth.      |              |
| ANE 57  | | Thief and His Monkey; The                                                                       | 3, 159             | nicht enth. | 2, 284–286           |              | nicht enth.      | nicht enth.      |              |
| ANE 58  | törichte Weber; Der                                                                                          | Foolish Weaver; The                                                                             | 3, 159–160         | nicht enth. | 2, 285f.             |              | nicht enth.      | nicht enth.      |              |
| ANE 59  | Pfau und vom Sperling; Die Geschichte vom                                                                    | Sparrow and the Peacock; The                                                                    | 3, 161             | nicht enth. | 2, 286–288           |              | nicht enth.      | nicht enth.      |              |
| ANE 60  | Nuraddin Ibn Bakkar und die Sklavin Schamsannahar                                                            | ‘Alî ibn Bakkâr and Shams al-Nahâr                                                              | 3, 162–211         | 1, 217–255  | 2, 289–357           | TN, 424–495  | enth.            | nicht enth.      | enth.        |
| ANE 61  | | Qamar al-Zamân and Budûr; Tale of                                                               | 3, 212ff.          | 1, 289–341  | 2, 357–569           | TN, 616–637  | 3, 243–; 4, 1–94 |                  | 2, 1–69      |
| ANE 62  | Ni'ma und seine Sklavin Nu'm                                                                                 | Ni‘ma ibn al-Rabî‘a and Nu‘m His Slave-girl                                                     | 4, 1–28            | 2, 282–293  | 2, 530–561           | BdL, 164–200 | 9, 250–280       | nicht enth.      | enth.        |
| ANE 63  | | ‘Alâ’ al-Dîn Abu’l-Shâmât                                                                       | 4, 29–93           | enth.       | 2, 569–658           |              | 10, 7–105        | nicht enth.      | 2, 94–141    |
| ANE 64  | Hatim vom Stamme der Taiyi                                                                                   | Hâtim of the Tribe of Tayy                                                                      | 4, 94–95           | enth.       | 3, 85f.              |              | nicht enth.      | nicht enth.      |              |
| ANE 65  | Ma'n ibn Zaida; Die Geschichte von                                                                           | Ma‘n ibn Zâ’ida; Tale of                                                                        | 4, 96              | 2, 323–325  | 3, 87                |              | nicht enth.      | nicht enth.      |              |
| ANE 66  | Ma'n ibn Zaida und der Beduine                                                                               | Ma‘n ibn Zâ’ida and the Badawî                                                                  | 4, 97–98           | enth.       | 3, 88–90             |              | nicht enth.      | nicht enth.      | enth.        |
| ANE 67  | Stadt Lebta, Geschichte von der                                                                              | City of Labtayt; The                                                                            | 4, 99–100          | enth.       | 3, 90–92             |              | nicht enth.      | nicht enth.      |              |
| ANE 68  | Hischām ibn ʿAbd al-Malik und der junge Beduine                                                              | Hishâm and the Arab Youth; The Caliph                                                           | 4, 101–102         | 2, 325–327  | 3, 93–95             |              | nicht enth.      | nicht enth.      |              |
| ANE 69  | | Ibrâhîm ibn al-Mahdî and the Barber-surgeon                                                     | 4, 103–112         | enth.       | 3, 96–107            |              | nicht enth.      | nicht enth.      |              |
| ANE 70  | | Iram and ‘Abdallâh ibn Abî Qilâba; The City of Many-columned                                    | 4, 113–118         | enth.       | 3, 108–115           |              | nicht enth.      | nicht enth.      |              |
| ANE 71  | Al-Ma'mun und Chadidscha                                                                                     | Ishâq of Mosul                                                                                  | 4, 119–124         | enth.       | 3, 115–123           |              | enth.            | nicht enth.      | enth.        |
| ANE 72  | Feger und die edle Dame; Der                                                                                 | Sweep and the Noble Lady; The                                                                   | 4, 125–129         | enth.       | 3, 124–130           |              | nicht enth.      | nicht enth.      | enth.        |
| ANE 73  | | Mock Caliph; The                                                                                | 4, 130–148         | enth.       | 3, 130–155           |              | enth.            | nicht enth.      | enth.        |
| ANE 74  | Ali, dem Perser; Die Geschichte von                                                                          | ‘Alî the Persian                                                                                | 4, 149–152         | enth.       | 3, 155–160           |              | nicht enth.      | Angabe (cf. 210) | enth.        |
| ANE 75  | Harun al-Raschid, die Sklavin und Abu Yusuf                                                                  | Hârûn al-Rashîd and the Slave-girl and the Imâm Abû Yûsuf; Tale of                              | 4, 153–154         | 2, 342–344  | 3, 160–163           |              | nicht enth.      | nicht enth.      | enth.        |
| ANE 76  | | Lover Who Feigned Himself a Thief; Tale of the                                                  | 4, 155–159         | enth.       | 3, 164–169           |              | nicht enth.      | nicht enth.      |              |
| ANE 77  | Arabers mit den Bohnen, Geschichte des                                                                       | Ja‘far the Barmakid and the Bean-seller                                                         | 4, 159–162         | 4, 51f.     | 3, 169–172           |              | nicht enth.      | nicht enth.      |              |
| ANE 78  | | Abû Muhammad Hight Lazybones                                                                    | 4, 162–178         | enth.       | 3, 172–195           |              | 10, 105–133      | nicht enth.      | enth.        |
| ANE 79  | Yahya ibn Chalids gegenüber Mansur; Der Großmut                                                              | Yahyâ ibn Khâlid the Barmakid with Mansûr; Generous Dealing of                                  | 4, 179–181         | enth.       | 3, 195–199           |              | nicht enth.      | nicht enth.      |              |
| ANE 80  | Yahya ibn Chalid und der Brieffälscher                                                                       | Yahyâ ibn Khâlid with a Man Who Forged a Letter in His Name; Generous Dealing of                | 4, 181–185         | enth.       | 3, 199–204           |              | nicht enth.      | nicht enth.      |              |
| ANE 81  | Al-Ma'mun und der fremde Gelehrte                                                                            | Caliph Al-Ma’mûn and the Strange Scholar                                                        | 4, 185–187         | nicht enth. | 3, 204–207           |              | nicht enth.      | nicht enth.      |              |
| ANE 82  | Sklavin Sumurrud und Alischar, Die                                                                           | ‘Alî Shâr and Zumurrud                                                                          | 4, 187–228         | enth.       | 3, 207–258           | BdL, 215–260 | nicht enth.      | nicht enth.      | 2, 235–270   |
| ANE 83  | Dschubair Ibn 'Umair und die Herrin Budur                                                                    | Jubayr ibn ‘Umayr and the Lady Budûr; The Loves of                                              | 4, 228–245         | enth.       | 3, 258–280           |              | nicht enth.      | nicht enth.      | enth.        |
| ANE 84  | Sklavinnen des Jemeniten; Die sechs                                                                          | Man of al-Yaman and His Six Slave-girls; The                                                    | 4, 245–260         | 2, 378–381  | 3, 280–298           |              | nicht enth.      | nicht enth.      | enth.        |
| ANE 85  | Harun al-Raschid, die Sklavin und Abu Nuwas                                                                  | Hârûn al-Rashîd and the Damsel and Abû Nuwâs                                                    | 4, 261–265         | nicht enth. | 3, 298–304           |              | nicht enth.      | nicht enth.      | 2, 170–176   |
| ANE 86  | | Man Who Stole the Dish of Gold wherein the Dog Ate; The                                         | 4, 265–268         | enth.       | 3, 305–309           |              | nicht enth.      | nicht enth.      |              |
| ANE 87  | Schelm aus Alexandria und der Wachhauptmann; Der                                                             | Sharper of Alexandria and the Chief of Police; The                                              | 4, 269f.           | enth.       | 3, 309–311           |              | nicht enth.      | nicht enth.      |              |
| ANE 88  | | Al-Malik al-Nâsir and the Three Chiefs of Police                                                | 4, 271             | enth.       | 3, 312–317           |              | nicht enth.      | nicht enth.      |              |
| ANE 89  | | Chief of Police of Cairo; The Story of the                                                      | 4, 271–273         | enth.       | 3, 312–314           |              | nicht enth.      | nicht enth.      |              |
| ANE 90  | | Chief of the Bûlâq Police; The Story of the                                                     | 4, 273f.           | enth.       | 3, 315f.             |              | nicht enth.      | nicht enth.      |              |
| ANE 91  | | Chief of the Old Cairo Police; The Story of the                                                 | 4, 273–275         | enth.       | 3, 316f.             |              | nicht enth.      | nicht enth.      |              |
| ANE 92  | | Thief and the Shroff; The                                                                       | 4, 275f.           | enth.       | 3, 317–319           |              | nicht enth.      | nicht enth.      |              |
| ANE 93  | Wachhauptmann von Qus und der Gauner; Der                                                                    | Chief of the Qûs Police and the Sharper; The                                                    | 4, 276f.           | nicht enth. | 3, 319–321           |              | nicht enth.      | nicht enth.      |              |
| ANE 94  | Ibrahim ibn al-Mahdi und die Schwester des Kaufmanns                                                         | Ibrâhîm ibn al-Mahdî and the Merchant’s Sister                                                  | 4, 278–281         | nicht enth. | 3, 321–326           |              | nicht enth.      | nicht enth.      |              |
| ANE 95  | unglücklichen Frau mit dem Bettler; Geschichte der                                                           | Woman Whose Hands Were Cut off for Giving Alms to the Poor; The                                 | 4, 281–283         | enth.       | 3, 326–328           |              | nicht enth.      | nicht enth.      |              |
| ANE 96  | fromme Israelit, Der                                                                                         | Devout Israelite; The                                                                           | 4, 283–285         | 4, 60f.     | 3, 329f.             |              | nicht enth.      | nicht enth.      |              |
| ANE 97  | Abu al-Hasan und der Kalif al-Ma'mun                                                                         | Abû Hassân al-Ziyâdî and the Khorasan Man                                                       | 4, 285–288         | 4, 61–63    | 3, 331–335           |              | nicht enth.      | nicht enth.      |              |
| ANE 98  | Arme und seine Freunde in der Not; Der                                                                       | Poor Man and His Friend in Need; The                                                            | 4, 288f.           | enth.       | 3, 335f.             |              | nicht enth.      | nicht enth.      |              |
| ANE 99  | Wunderbare Erfüllung eines Traumes                                                                           | Ruined Man Who Became Rich Again through a Dream; The                                           | 4, 289f.           | 4, 46       | 3, 337f.             |              | nicht enth.      | nicht enth.      |              |
| ANE 100 | Al-Mutawakkil und seine Sklavin Mahbuba                                                                      | Caliph Al-Mutawakkil and His Concubine Mahbûba                                                  | 4, 291f.           | 4, 63f.     | 3, 339–341           |              | nicht enth.      | nicht enth.      |              |
| ANE 101 | Frau mit dem Bären; Die                                                                                      | Wardân the Butcher, His Adventure with the Lady and the Bear                                    | 4, 293–297         | 4, 64–66    | 3, 341–347           |              | nicht enth.      | nicht enth.      | 2, 322–326   |
| ANE 102 | Prinzessin und der Affe; Die                                                                                 | King’s Daughter and the Ape; The                                                                | 4, 297–299         | nicht enth. | 3, 347–350           |              | nicht enth.      | nicht enth.      |              |
| ANE 103 | Zauberpferd, Das                                                                                             | Ebony Horse; The                                                                                | enth.              | 1, 341–355  | 3, 350–385           |              | 6, 231–282       | nicht enth.      | 2, 458–488   |
| ANE 104 | | Uns al-Wujûd and the Vizier’s Daughter al-Ward fi ’l-Akmâm                                      | enth.              | enth.       | 3, 385–425           |              | 8, 164–188       | nicht enth.      | 2, 428–458   |
| ANE 105 | | Abû Nuwâs with the Three Boys and the Caliph Hârûn al-Rashîd                                    | enth.              | nicht enth. | 3, 425–431           |              | nicht enth.      | nicht enth.      |              |
| ANE 106 | Mann aus Basra und seine Sklavin, Der                                                                        | ‘Abdallâh ibn Ma‘mar with the Man of Basra and His Slave-girl                                   | enth.              | nicht enth. | 3, 432f.             |              | nicht enth.      | nicht enth.      |              |
| ANE 107 | | Lovers of the Banû ‘Udhra [1]; The                                                              | enth.              | enth.       | 3, 433–435           |              | nicht enth.      | nicht enth.      |              |
| ANE 108 | | Vizier of al-Yaman and His Young Brother; The                                                   | enth.              | nicht enth. | 3, 435–437           |              | nicht enth.      | nicht enth.      | enth.        |
| ANE 109 | Liebespaar in der Schule, Das                                                                                | Loves of the Boy and Girl at School                                                             | enth.              | 4, 66f.     | 3, 437–438           |              | nicht enth.      | nicht enth.      |              |
| ANE 110 | Dichters al-Mutalammis, Geschichte des                                                                       | Al-Mutalammis and His Wife Umayma                                                               | enth.              | 4, 47       | 3, 438f.             |              | nicht enth.      | nicht enth.      |              |
| ANE 111 | Harun al-Raschid und Zubaida im Bade                                                                         | Hârûn al-Rashîd and Queen Zubayda in the Bath                                                   | enth.              | nicht enth. | 3, 440–442           |              | nicht enth.      | nicht enth.      | enth.        |
| ANE 112 | Harun al-Raschid und die drei Dichter                                                                        | Hârûn al-Rashîd and the Three Poets                                                             | enth.              | enth.       | 3, 442–444           |              | nicht enth.      | nicht enth.      | enth.        |
| ANE 113 | Mus'ab ibn al-Zubair und Aischa bint Talha; Die Liebe von                                                    | Mus‘ab ibn al-Zubayr and ‘Â’isha bint Talha                                                     | enth.              | nicht enth. | 3, 444–446           |              | nicht enth.      | nicht enth.      |              |
| ANE 114 | Abu al-Aswad über seine Sklavin; Die Verse des                                                               | Abu ’l-Aswad and His Slave-girl                                                                 | enth.              | nicht enth. | 3, 446               |              | nicht enth.      | nicht enth.      |              |
| ANE 115 | Harun al-Raschid und die zwei Sklavinnen                                                                     | Hârûn al-Rashîd and the Two Slave-Girls                                                         | enth.              | nicht enth. | 3, 446–448           |              | nicht enth.      | nicht enth.      | enth.        |
| ANE 116 | Harun al-Raschid und die drei Sklavinnen                                                                     | Hârûn al-Rashîd and the Three Slave-girls                                                       | enth.              | nicht enth. | 3, 446–448           |              | nicht enth.      | nicht enth.      |              |
| ANE 117 | Müller und seiner Frau; Vom                                                                                  | Miller and His Wife; The                                                                        | enth.              | nicht enth. | 3, 448–450           |              | nicht enth.      | nicht enth.      |              |
| ANE 118 | Eseltreiber und der Dieb; Der                                                                                | Simpleton and His Sharper; The                                                                  | enth.              | 4, 67f.     | 3, 450–452           |              | nicht enth.      | nicht enth.      | enth.        |
| ANE 119 | Qadi Abu Yusuf und der Herrin Zubaida, Vom                                                                   | Abû Yûsuf with Hârûn al-Rashîd and Queen Zubayda                                                | enth.              | nicht enth. | 4, 678–682           |              | nicht enth.      | nicht enth.      | enth.        |
| ANE 120 | Al-Hakim und der reiche Kaufmann                                                                             | Al-Hâkim and the Merchant                                                                       | enth.              | 4, 68f.     | 3, 488f.             |              | nicht enth.      | nicht enth.      |              |
| ANE 121 | Anuschirvan und das vorsichtige Mädchen                                                                      | Anûshirwân and the Village Damsel                                                               | enth.              | 4, 69       | 3, 489–491           |              | nicht enth.      | nicht enth.      |              |
| ANE 122 | Wasserträger und die Frau des Goldschmiedes; Der                                                             | Water-carrier and the Goldsmith’s Wife; The                                                     | enth.              | nicht enth. | 3, 492–494           |              | nicht enth.      | nicht enth.      |              |
| ANE 123 | Chosrau, Schirin und der Fischer                                                                             | Khusraw and Shîrîn and the Fisherman                                                            | enth.              | nicht enth. | 3, 494–496           |              | nicht enth.      | nicht enth.      | 2, 387f.     |
| ANE 124 | Yahya ibn Chalid und der arme Mann                                                                           | Yahyâ ibn Khâlid the Barmakid and the Poor Man                                                  | enth.              | nicht enth. | 3, 496f.             |              | nicht enth.      | nicht enth.      |              |
| ANE 125 | Sklavin des Dscha'far ibn Musa; Die                                                                          | Muhammad al-Amîn and the Slave-girl                                                             | enth.              | nicht enth. | 3, 497–499           |              | nicht enth.      | nicht enth.      |              |
| ANE 126 | | Sons of Yahyâ ibn Khâlid and Sa‘îd ibn Sâlim al-Bâhilî; The                                     | enth.              | nicht enth. | 3, 499–501           |              | nicht enth.      | nicht enth.      |              |
| ANE 127 | List einer Frau gegen ihren Gatten; Die                                                                      | Woman’s Trick against Her Husband; The                                                          | enth.              | nicht enth. | 3, 501f.             |              | nicht enth.      | nicht enth.      |              |
| ANE 128 | tugendhafte Frau; Die                                                                                        | Devout Woman and the Two Wicked Elders; The                                                     | enth.              | enth.       | 3, 508f.             |              | nicht enth.      | nicht enth.      |              |
| ANE 129 | wunderbare Augenheilmittel; Das                                                                              | Ja‘far the Barmakid and the Old Badawî                                                          | enth.              | 4, 70.      | 3, 510f.             |              | nicht enth.      | nicht enth.      | enth.        |
| ANE 130 | | ‘Umar ibn al-Khattâb and the Young Badawî; The Caliph                                           | enth.              | nicht enth. | 3, 512–518           |              | nicht enth.      | nicht enth.      |              |
| ANE 131 | Pyramiden, Die                                                                                               | Al-Ma’mûn and the Pyramids of Egypt                                                             | enth.              | 4, 70f.     | 3, 518–520           |              | nicht enth.      | nicht enth.      |              |
| ANE 132 | Dieb und der Kaufmann; Der                                                                                   | Thief and the Merchant; The                                                                     | enth.              | enth.       | 3, 521–523           |              | nicht enth.      | nicht enth.      |              |
| ANE 133 | | Masrûr the Eunuch and Ibn al-Qâribî                                                             | enth.              | enth.       | 3, 523–526           |              | nicht enth.      | nicht enth.      | enth.        |
| ANE 134 | | Devotee Prince; The                                                                             | enth.              | enth.       | 3, 526–533           |              | nicht enth.      | nicht enth.      |              |
| ANE 135 | | Schoolmaster Who Fell in Love by Report; The Unwise                                             | enth.              | enth.       | 3, 533–535           |              | nicht enth.      | nicht enth.      |              |
| ANE 136 | | Foolish Dominie; The                                                                            | enth.              | nicht enth. | 3, 536f.             |              | nicht enth.      | nicht enth.      |              |
| ANE 137 | | Illiterate Who Set up for a Schoolmaster; The                                                   | enth.              | nicht enth. | 3, 537–539           |              | nicht enth.      | nicht enth.      | enth.        |
| ANE 138 | König und die tugendhafte Frau; Der                                                                          | King and the Virtuous Wife; The                                                                 | enth.              | nicht enth. | 3, 539–541           |              | nicht enth.      | nicht enth.      |              |
| ANE 139 | | ‘Abd al-Rahmân al-Maghribî’s Story of the Rukhkh                                                | enth.              | nicht enth. | 3, 541–543           |              | nicht enth.      | nicht enth.      |              |
| ANE 140 | Prinzessin Hind und Adi ibn Zaid                                                                             | ‘Adî ibn Zayd and the Princess Hind                                                             | 5, 124–127         | nicht enth. | 3, 543–547           |              | nicht enth.      | nicht enth.      |              |
| ANE 141 | Dichter und die schöne Frau; Die zwei                                                                        | Di‘bil al-Khuzâ‘î with the Lady and Muslim ibn al-Walîd                                         | 5, 127–129         | nicht enth. | 3, 547–550           |              | nicht enth.      | nicht enth.      |              |
| ANE 142 | Ishaq al-Mausili, die Sklavin und der Kaufmann                                                               | Ishâq of Mosul and the Merchant                                                                 | enth.              | nicht enth. | 3, 550–555           |              | nicht enth.      | nicht enth.      |              |
| ANE 143 | drei unglücklich Liebenden; Die                                                                              | Three Unfortunate Lovers; The                                                                   | 5, 133f.           | nicht enth. | 3, 556f.             |              | nicht enth.      | nicht enth.      |              |
| ANE 144 | | Abû Hasan Brake Wind, How                                                                       | enth.              | nicht enth. | nicht enth.          |              | nicht enth.      | nicht enth.      | enth.        |
| ANE 145 | Liebenden vom Stamm der Taiyi; Die                                                                           | Lovers of the Banû Tayy; The                                                                    | enth.              | nicht enth. | 3, 558f.             |              | nicht enth.      | nicht enth.      |              |
| ANE 146 | irrsinnige Liebhaber; Der                                                                                    | Mad Lover; The                                                                                  | enth.              | nicht enth. | 3, 560–562           |              | nicht enth.      | nicht enth.      |              |
| ANE 147 | | Prior Who Became a Moslem; The                                                                  | enth.              | enth.       | 3, 562–568           |              | nicht enth.      | nicht enth.      |              |
| ANE 148 | Liebe von Abu ʿIsa zu Qurrat al-ʿAin, Die                                                                    | Abû ‘Îsâ and Qurrat al-‘Ayn                                                                     | enth.              | nicht enth. | 3, 568–577           |              | nicht enth.      | nicht enth.      | enth.        |
| ANE 149 | Al-Amin und die Sklavin des Ibrahim ibn al-Mahdi                                                             | Al-Amîn ibn al-Rashîd and His Uncle Ibrâhîm ibn al-Mahdî                                        | enth.              | nicht enth. | 3, 577f.             |              | nicht enth.      | nicht enth.      | enth.        |
| ANE 150 | Der Kalif Al-Mutawakkil und die Sklavin des al-Fath ibn Chakan                                               | Al-Fath ibn Khâqân and the Caliph al-Mutawakkil                                                 | enth.              | nicht enth. | 3, 578f.             |              | nicht enth.      | nicht enth.      | enth.        |
| ANE 151 | | Man’s Dispute with the Learned Woman Concerning the Relative Excellence of Male and Female      | enth.              | nicht enth. | 3, 579–590           |              | nicht enth.      | nicht enth.      | enth.        |
| ANE 152 | Abu Suwaid und die schöne Greisin                                                                            | Abû Suwayd and the Pretty Old Woman                                                             | enth.              | nicht enth. | 3, 590f.             |              | nicht enth.      | nicht enth.      | 2, 377f.     |
| ANE 153 | Emir Ali ibn Muhammad und die Sklavin Munis                                                                  | ‘Alî ibn Tâhir and the Girl Mu’nis                                                              | enth.              | nicht enth. | 3, 591               |              | nicht enth.      | nicht enth.      |              |
| ANE 154 | Frauen und ihre Geliebten; Die beiden                                                                        | Woman Who Had a Boy and the Other Who Had a Man to Lover; The                                   | 5, 165             | nicht enth. | 3, 592f.             |              | nicht enth.      | nicht enth.      | enth.        |
| ANE 155 | | ‘Alî the Cairene and the Haunted House in Baghdad                                               | enth.              | enth.       | 3, 593–622           |              | nicht enth.      | nicht enth.      |              |
| ANE 156 | | Pilgrim Man and the Old Woman; The                                                              | enth.              | nicht enth. | 3, 622–625           |              | nicht enth.      | nicht enth.      | enth.        |
| ANE 157 | Sklavin Tawaddud, Die                                                                                        | Tawaddud; Abu ’l-Husn and His Slave-girl                                                        | enth.              | nicht enth. | 3, 626–696           |              | nicht enth.      | nicht enth.      |              |
| ANE 158 | | Angel of Death with the Proud King and the Devout Man                                           | enth.              | enth.       | 3, 697–699           |              | nicht enth.      | nicht enth.      |              |
| ANE 159 | Engel des Todes und der reiche König; Der                                                                    | Angel of Death and the Rich King                                                                | enth.              | enth.       | 3, 699–702           |              | nicht enth.      | nicht enth.      |              |
| ANE 160 | Engel des Todes und der König der Israeliten; Der                                                            | Angel of Death and the King of the Children of Israel                                           | enth.              | nicht enth. | 3, 702f.             |              | nicht enth.      | nicht enth.      |              |
| ANE 161 | | Alexander and a Certain Tribe of Poor Folk                                                      | enth.              | enth.       | 3, 704–706           |              | nicht enth.      | nicht enth.      |              |
| ANE 162 | Anuschirvan erforscht den Zustand seines Landes                                                              | Righteousness of King Anûshirwân; The                                                           | enth.              | 4, 85       | 3, 706f.             |              | nicht enth.      | nicht enth.      |              |
| ANE 163 | | Jewish Qâdî and His Pious Wife; The                                                             | enth.              | enth.       | 3, 708–712           |              | nicht enth.      | nicht enth.      |              |
| ANE 164 | schiffbrüchige Frau; Die                                                                                     | Shipwrecked Woman and Her Child                                                                 | enth.              | enth.       | 3, 712–715           |              | nicht enth.      | nicht enth.      |              |
| ANE 165 | gottesfürchtige schwarze Sklave; Der                                                                         | Pious Black Slave; The                                                                          | enth.              | enth.       | 3, 715–719           |              | nicht enth.      | nicht enth.      |              |
| ANE 166 | | Devout Tray-maker and His Wife; The                                                             | enth.              | enth.       | 3, 720–725           |              | nicht enth.      | nicht enth.      |              |
| ANE 167 | | Al-Hajjâj and the Pious Man                                                                     | enth.              | nicht enth. | 3, 725–727           |              | nicht enth.      | nicht enth.      |              |
| ANE 168 | Schmied und das tugendhafte Mädchen; Der                                                                     | Blacksmith Who Could Handle Fire without Hurt; The                                              | enth.              | 4, 93–95    | 3, 727–731           |              | nicht enth.      | nicht enth.      |              |
| ANE 169 | Wolkenmann und der König; Der                                                                                | Devotee to Whom Allah Gave a Cloud for Service and the Devout King; The                         | enth.              | 4, 342–346  | 3, 731–736           |              | nicht enth.      | nicht enth.      |              |
| ANE 170 | | Moslem Champion and the Christian Damsel; The                                                   | enth.              | enth.       | 3, 736–743           |              | nicht enth.      | nicht enth.      |              |
| ANE 171 | christliche Prinzessin und der Muslim; Die                                                                   | Christian King’s Daughter and the Moslem; The                                                   | enth.              | nicht enth. | 3, 743–747           |              | nicht enth.      | nicht enth.      |              |
| ANE 172 | himmlische Vergeltung; Die                                                                                   | Prophet and the Justice of Providence; The                                                      | enth.              | 4, 99f.     | 3, 747–749           |              | nicht enth.      | nicht enth.      |              |
| ANE 173 | | Ferryman of the Nile and the Hermit; The                                                        | enth.              | nicht enth. | 3, 749–751           |              | nicht enth.      | nicht enth.      |              |
| ANE 174 | | Island King and the Pious Israelite                                                             | enth.              | nicht enth. | 3, 752–758           |              | nicht enth.      | nicht enth.      |              |
| ANE 175 | | Abu ’l-Hasan and Abû Ja‘far the Leper                                                           | enth.              | nicht enth. | 3, 758–762           |              | nicht enth.      | nicht enth.      |              |
| ANE 176 | Schlangenkönigin; Die                                                                                        | Queen of the Serpents; The                                                                      | enth.              | nicht enth. | 3, 762–823 4, 7–97   |              | enth.            | nicht enth.      | enth.        |
| ANE 177 | | Adventures of Bulûqiyâ; The                                                                     | enth.              | nicht enth. | 3, 771–823 4, 7–80   |              | enth.            | nicht enth.      | enth.        |
| ANE 178 | | Jânshâh; The Story of                                                                           | enth.              | nicht enth. | 3, 810–823 4, 7–74   |              | enth.            | nicht enth.      | enth.        |
| ANE 179 | Sindbad | Sindbâd the Seaman and Sindbâd the Landsman                                                     | enth.              | enth.       | enth.                |              | enth.            | nicht enth.      | enth.        |
| ANE 180 | | City of Brass; The                                                                              | enth.              | enth.       | 4, 208–259           |              | nicht enth.      | nicht enth.      | enth.        |
| ANE 181 | List und Tücke der Frauen; Die                                                                               | Craft and Malice of Women; The / Tale of the King, His Son, His Concubine and the seven Viziers | enth.              | nicht enth. | 4, 259–371           |              | 11, 155–225      | nicht enth.      |              |
| ANE 182 | König und die Frau seines Wesirs: Der                                                                        | King and His Vizier’s Wife; The                                                                 | enth.              | enth.       | 4, 262–265           |              | 11, 162–164      | nicht enth.      |              |
| ANE 183 | Kaufmann, seine Frau und der Papagei; Der                                                                    | Confectioner, His Wife, and the Parrot; Story of the                                            | enth.              | nicht enth. | 4, 265–267           |              | nicht enth.      | nicht enth.      |              |
| ANE 184 | Walker und seinem Sohn; Vom                                                                                  | Fuller and His Son; The                                                                         | enth.              | nicht enth. | 4, 268               |              | 11, 164f.        | nicht enth.      |              |
| ANE 185 | Schurken und der keuschen Frau; Vom                                                                          | Rake’s Trick against the Chaste Wife; The                                                       | enth.              | nicht enth. | 4, 268–271           |              | 11, 165f.        | nicht enth.      | enth.        |
| ANE 186 | Geizigen und den beiden Broten; Von dem                                                                      | Miser and the Loaves of Bread; The                                                              | enth.              | nicht enth. | 4, 271f.             |              | 11, 166f.        | nicht enth.      |              |
| ANE 187 | Frau und ihren beiden Liebhabern; Von der                                                                    | Lady and Her Two Lovers; The                                                                    | enth.              | nicht enth. | 4, 272–274           |              | 11, 167f.        | nicht enth.      |              |
| ANE 188 | | King’s Son and the Ogress; The                                                                  | enth.              | nicht enth. | 4, 274–278           |              | 11, 169–171      | nicht enth.      |              |
| ANE 189 | Honigtropfen; Der                                                                                            | Drop of Honey; The                                                                              | enth.              | nicht enth. | 4, 278f.             |              | 11, 171f.        | nicht enth.      |              |
| ANE 190 | Frau, die ihren Mann Staub sieben ließ; Die                                                                  | Woman Who Made Her Husband Sift Dust; The                                                       | enth.              | nicht enth. | 4, 279–281           |              | 11, 172f.        | nicht enth.      |              |
| ANE 191 | Quelle; Die verzauberte                                                                                      | Enchanted Spring; The                                                                           | enth.              | nicht enth. | 4, 281–289           |              | enth.            | nicht enth.      |              |
| ANE 192 | Wesirssohn und die Frau des Badehalters; Der                                                                 | Vizier’s Son and the Hammâm-keeper’s Wife; The                                                  | enth.              | nicht enth. | 4, 289–291           |              | nicht enth.      | nicht enth.      | enth.        |
| ANE 193 | Frau, die ihren Mann betrügen wollte; Von der                                                                | Wife’s Device to Cheat Her Husband; The                                                         | enth.              | nicht enth. | 4, 291–297           |              | enth.            | nicht enth.      |              |
| ANE 194 | Goldschmied und die Sängersklavin; Der                                                                       | Goldsmith and the Cashmere Singing-girl; The                                                    | enth.              | enth.       | 4, 297–302           |              | enth.            | nicht enth.      |              |
| ANE 195 | Mann, der nie mehr im Leben lachte; Vom                                                                      | Man Who Never Laughed during the Rest of His Days; The                                          | enth.              | nicht enth. | 4, 303–312           |              | 11, 183–190      | nicht enth.      |              |
| ANE 196 | Prinz und die Frau des Kaufmanns; Der                                                                        | King’s Son and the Merchant’s Wife; The                                                         | enth.              | nicht enth. | 4, 313–315           |              | 11, 191–194      | nicht enth.      |              |
| ANE 197 | Diener, der vorgab die Sprache der Vögel zu verstehen; Vom                                                   | Page Who Feigned to Know the Speech of Birds; The                                               | enth.              | nicht enth. | 4, 316–319           |              | nicht enth.      | nicht enth.      |              |
| ANE 198 | Frau und ihre fünf Liebhaber; Die                                                                            | Lady and Her Five Suitors; The                                                                  | enth.              | nicht enth. | 4, 319–329           |              | nicht enth.      | nicht enth.      | enth.        |
| ANE 199 | drei Wünsche; Die                                                                                            | Three Wishes, or the Man Who Longed to See the Night of Power; The                              | enth.              | nicht enth. | 4, 329–331           |              | enth.            | nicht enth.      | enth.        |
| ANE 200 | gestohlene Halsband; Das                                                                                     | Stolen Necklace; The                                                                            | enth.              | nicht enth. | 4, 331–333           |              | enth.            | nicht enth.      |              |
| ANE 201 | Tauben; Geschichte der beiden                                                                                | Two Pigeons; The                                                                                | enth.              | nicht enth. | 4, 333f.             |              | nicht enth.      | nicht enth.      |              |
| ANE 202 | Prinzessin al-Datma und Prinz Bahram                                                                         | Bahrâm and the Princess al-Datmâ; Story of Prince                                               | enth.              | nicht enth. | 4, 334–340           |              | 11, 197–203      | nicht enth.      |              |
| ANE 203 | alte Frau und der Kaufmannssohn; Die                                                                         | House with the Belvedere; The                                                                   | enth.              | nicht enth. | 4, 340–352           |              | enth.            | nicht enth.      |              |
| ANE 204 | Prinz und die Geliebte des Dämons; Der                                                                       | King’s Son and the ‘Ifrît’s Mistress; The                                                       | enth.              | nicht enth. | 4, 353–357           |              | nicht enth.      | nicht enth.      |              |
| ANE 205 | Sandelholzhändler und der Spitzbube; Der                                                                     | Sandal-wood Merchant and the Sharpers; The                                                      | enth.              | nicht enth. | 4, 357–363           |              | enth.            | nicht enth.      |              |
| ANE 206 | Lüstling und der dreijährige Knabe; Der                                                                      | Debauchee and the Three-year-old Child; The                                                     | enth.              | nicht enth. | 4, 364f.             |              | nicht enth.      | nicht enth.      |              |
| ANE 207 | gestohlene Geldbeutel; Der                                                                                   | Stolen Purse; The                                                                               | enth.              | nicht enth. | 4, 365–368           |              | enth.            | nicht enth.      |              |
| ANE 208 | Fuchs und das Volk; Der                                                                                      | Fox and the Folk; Story of the                                                                  | enth.              | nicht enth. | 4, 369f.             |              | enth.            | nicht enth.      |              |
| ANE 209 | | Jûdar and His Brethren                                                                          | enth.              | enth.       | 4, 371–431           |              | nicht enth.      | nicht enth.      | enth.        |
| ANE 210 | | Gharîb and His Brother ‘Ajîb; History of                                                        | enth.              | nicht enth. | 4, 432–616           |              | nicht enth.      | nicht enth.      |              |
| ANE 211 | Liebe von Utba und Raiya; Die                                                                                | ‘Utba and Rayyâ                                                                                 | enth.              | nicht enth. | 4, 616–623           |              | nicht enth.      | nicht enth.      | enth.        |
| ANE 212 | Prinzessin Hind und al-Hadschadsch                                                                           | Hind bint al-Nu‘mân and al-Hajjâj                                                               | 7, 96–99           | nicht enth. | 4, 623–626           |              | nicht enth.      | nicht enth.      | enth.        |
| ANE 213 | | Khuzayma ibn Bishr and ‘Ikrima al-Fayyâd                                                        | 7, 99–104          | enth.       | 4, 626–633           |              | nicht enth.      | nicht enth.      |              |
| ANE 214 | Yunus der Schreiber, die Sklavin und al-Walid II.                                                            | Yûnus the Scribe and the Caliph Walîd ibn Sahl                                                  | 7, 104–108         | enth.       | 4, 633–638           |              | nicht enth.      | nicht enth.      |              |
| ANE 215 | Harun al-Raschid und die junge Beduinin                                                                      | Hârûn al-Rashîd and the Arab Girl                                                               | 7, 108–110         | nicht enth. | 4, 638–641           |              | nicht enth.      | nicht enth.      |              |
| ANE 216 | Al-Asma'i und die Mädchen aus Basra                                                                          | Al-Asma‘î and the Girls of Basra                                                                | 7, 110–113         | nicht enth. | 4, 641–645           |              | nicht enth.      | nicht enth.      |              |
| ANE 217 | Ibrahim al-Mausili und der Teufel                                                                            | Ibrâhîm of Mosul and the Devil                                                                  | 7, 113–116         | nicht enth. | 4, 645–649           |              | nicht enth.      | nicht enth.      |              |
| ANE 218 | | Lovers of the Banû ‘Udhra [2]; The                                                              | 7, 117–124         | nicht enth. | 4, 650–659           |              | enth.            | nicht enth.      |              |
| ANE 219 | Beduine und seine Frau; Der                                                                                  | Badawî and His Wife; The                                                                        | 7, 124–130         | nicht enth. | 4, 660–666           |              | nicht enth.      | nicht enth.      |              |
| ANE 220 | Liebenden von Basra; Die                                                                                     | Lovers of Basra; The                                                                            | 7, 130–135         | nicht enth. | 4, 667–673           |              | nicht enth.      | nicht enth.      |              |
| ANE 221 | Ishaq al-Mausili, die Sklavin und der Teufel                                                                 | Ishâq of Mosul and His Mistress and the Devil                                                   | enth.              | nicht enth. | 4, 674–678           |              | nicht enth.      | nicht enth.      | 3, 103–107   |
| ANE 222 | Liebenden von Medina; Die                                                                                    | Lovers of al-Madîna                                                                             | enth.              | nicht enth. | 4, 678–682           |              | nicht enth.      | nicht enth.      |              |
| ANE 223 | | Al-Malik al-Nâsir and His Vizier                                                                | enth.              | nicht enth. | 4, 682–685           |              | nicht enth.      | nicht enth.      | enth.        |
| ANE 224 | | Rogueries of Dalîla the Crafty and Her Daughter Zaynab the Coney-Catcher; The                   | enth.              | enth.       | 4, 685–724           |              | nicht enth.      | nicht enth.      | enth.        |
| ANE 225 | | Adventures of Mercury ‘Alî of Cairo; The                                                        | enth.              | enth.       | 4, 724–726           |              | nicht enth.      | nicht enth.      | enth.        |
| ANE 226 | | Ardashîr and Hayât al-Nufûs                                                                     | enth.              | enth.       | 5, 7–87              |              | nicht enth.      | nicht enth.      |              |
| ANE 227 | Dschullunar und ihr Sohn Badr; Die Meerfrau                                                                  | Jullanâr the Sea-born and Her Son King Badr Bâsim of Persia                                     | enth.              | enth.       | 5, 87–153            | TN, 551–615  | 4, 171–263       | nicht enth.      | enth.        |
| ANE 228 | | King Muhammad ibn Sabâ’ik and the Merchant Hasan                                                | enth.              | nicht enth. | 5, 219–315           |              | nicht enth.      | nicht enth.      | enth.        |
| ANE 229 | | Sayf al-Mulûk and Princess Badî‘at al-Jamâl; The Story of Prince                                | enth.              | enth.       | 5, 228–315           |              | nicht enth.      | nicht enth.      |              |
| ANE 230 | | Hasan of Basra                                                                                  | enth.              | enth.       | 5, 315–503           |              | nicht enth.      | nicht enth.      | enth.        |
| ANE 231 | | Khalîfa the Fisherman of Baghdad                                                                | enth.              | enth.       | 5, 503–556           |              | nicht enth.      | nicht enth.      | enth.        |
| ANE 232 | | Masrûr and Zayn al-Mawâsif                                                                      | enth.              | nicht enth. | 5, 557–624           |              | nicht enth.      | nicht enth.      | enth.        |
| ANE 233 | | ‘Alî Nûr al-Dîn and Maryam the Girdle-girl                                                      | enth.              | nicht enth. | 5, 624–757           |              | nicht enth.      | nicht enth.      | 3, 294–339   |
| ANE 234 | Ägypter und die Frau der Kreuzritter; Der                                                                    | Man of Upper Egypt and His Frankish Wife; The                                                   | enth.              | nicht enth. | 5, 758–764           |              | nicht enth.      | nicht enth.      | 3, 108–113   |
| ANE 235 | Bagdadenser und seine Sklavin; Ein                                                                           | Ruined Man of Baghdad and His Slave-girl                                                        | enth.              | 4, 342–346  | 5, 764–775           |              | nicht enth.      | nicht enth.      |              |
| ANE 236 | | Jalî‘âd of Hind and His Vizier Shimâs; King                                                     | enth.              | enth.       | 6, 7–144             |              | nicht enth.      | nicht enth.      |              |
| ANE 237 | Katze mit der Maus, Geschichte der                                                                           | Mouse and the Cat; The                                                                          | enth.              | 4, 6–8      | 6, 10–14             |              | nicht enth.      | nicht enth.      |              |
| ANE 238 | Einsiedlers mit dem Schmalz, Geschichte des                                                                  | Fakir and His Jar of Butter; The                                                                | enth.              | 4, 9–11     | 6, 16–18             |              | nicht enth.      | nicht enth.      |              |
| ANE 239 | Fisches im Wasserteich, Geschichte des                                                                       | Fishes and the Crab; The                                                                        | enth.              | 4, 11f.     | 6, 21–23             |              | nicht enth.      | nicht enth.      |              |
| ANE 240 | Raben und der Schlange, Geschichte des                                                                       | Crow and the Serpent; The                                                                       | enth.              | 4, 12f.     | 6, 24–25             |              | nicht enth.      | nicht enth.      |              |
| ANE 241 | | Wild Ass and the Jackal; The                                                                    | enth.              | enth.       | 6, 27–28             |              | nicht enth.      | nicht enth.      |              |
| ANE 242 | | Unjust King and the Pilgrim Prince; The                                                         | enth.              | enth.       | 6, 30–33             |              | nicht enth.      | nicht enth.      |              |
| ANE 243 | Falken und der Raben, Geschichte des                                                                         | Crows and the Hawk; The                                                                         | enth.              | 4, 15f.     | 6, 34–36             |              | nicht enth.      | nicht enth.      |              |
| ANE 244 | Schlangenbeschwörers, Geschichte des                                                                         | Serpent-charmer and His Wife; The                                                               | enth.              | 4, S. 17f.  | 6, S. 38f.           |              | nicht enth.      | nicht enth.      |              |
| ANE 245 | | Spider and the Wind; The                                                                        | enth.              | enth.       | 6, 41–42             |              | nicht enth.      | nicht enth.      |              |
| ANE 246 | | Two Kings; The                                                                                  | enth.              | enth.       | 6, 49–51             |              | nicht enth.      | nicht enth.      |              |
| ANE 247 | | Blind Man and the Cripple; The                                                                  | enth.              | enth.       | 6, 52–54             |              | nicht enth.      | nicht enth.      |              |
| ANE 248 | | Foolish Fisherman; The                                                                          | enth.              | enth.       | 6, 86f.              |              | nicht enth.      | nicht enth.      |              |
| ANE 249 | | Boy and the Thieves; The                                                                        | enth.              | enth.       | 6, 88–90             |              | nicht enth.      | nicht enth.      |              |
| ANE 250 | | Man and His Wife; The                                                                           | enth.              | enth.       | 6, 92–94             |              | nicht enth.      | nicht enth.      |              |
| ANE 251 | | Merchant and the Two Sharpers; The                                                              | enth.              | enth.       | 6, 95–97             |              | nicht enth.      | nicht enth.      |              |
| ANE 252 | | Jackals and the Wolf; The                                                                       | enth.              | enth.       | 6, 99–101            |              | nicht enth.      | nicht enth.      |              |
| ANE 253 | | Shepherd and the Rogue; The                                                                     | enth.              | enth.       | 6, 103f.             |              | nicht enth.      | nicht enth.      |              |
| ANE 254 | | Francolin and the Tortoises; The                                                                | enth.              | enth.       | 6, 113–116           |              | nicht enth.      | nicht enth.      |              |
| ANE 255 | | Abû Qîr the Dyer and Abû Sîr the Barber                                                         | enth.              | 4, 172–181  | 6, 144–185           |              | nicht enth.      | nicht enth.      | 3, 1–26      |
| ANE 256 | Fischer und der Meermann; Der                                                                                | ‘Abdallâh the Fisherman and ‘Abdallâh the Merman                                                | enth.              | nicht enth. | 6, 186–215           |              | nicht enth.      | nicht enth.      | 3, 33–51     |
| ANE 257 | | Hârûn al-Rashîd and Abû Hasan the Merchant of Oman; Tale of                                     | enth.              | enth.       | 6, 353–378           |              | nicht enth.      | nicht enth.      | enth.        |
| ANE 258 | Ibrahim und Dschamila                                                                                        | Ibrâhîm and Jamîla                                                                              | enth.              | nicht enth. | 6, 379–408           |              | nicht enth.      | nicht enth.      |              |
| ANE 259 | | Abu ’l-Hasan of Khorasan                                                                        | enth.              | nicht enth. | 6, 408–432           |              | nicht enth.      | nicht enth.      | enth.        |
| ANE 260 | | Qamar al-Zamân and the Jeweler’s Wife                                                           | enth.              | enth.       | 6, 432–508           |              | nicht enth.      | nicht enth.      | enth.        |
| ANE 261 | | ‘Abdallâh ibn Fâdil and His Brothers                                                            | enth.              | nicht enth. | 6, 509–571           |              | nicht enth.      | nicht enth.      |              |
| ANE 262 | | Ma‘rûf the Cobbler and His Wife Fâtima                                                          | enth.              | enth.       | 6, 571–644           |              | nicht enth.      | nicht enth.      | enth.        |
| ANE 263 | | Sleeper and the Waker; The                                                                      | enth.              | enth.       | enth.                |              | enth.            | nicht enth.      | enth.        |
| ANE 264 | | Larrikin and the Cook; Story of the                                                             | enth.              | enth.       | enth.                |              | nicht enth.      | nicht enth.      |              |
| ANE 265 | | ‘Umar ibn ‘Abd al-‘Azîz and the Poets; The Caliph                                               | enth.              | enth.       | nicht enth.          |              | nicht enth.      | nicht enth.      |              |
| ANE 266 | | Al-Hajjâj and the Three Young Men                                                               | enth.              | nicht enth. | nicht enth.          |              | nicht enth.      | nicht enth.      |              |
| ANE 267 | | Hârûn al-Rashîd and the Woman of the Barmakids                                                  | enth.              | nicht enth. | nicht enth.          |              | nicht enth.      | nicht enth.      |              |
| ANE 268 | | Âzâdbakht and His Son, or The Ten Viziers; The History of                                       | enth.              | enth.       | nicht enth.          |              | 11, 174–275      | nicht enth.      |              |
| ANE 269 | | Merchant Who Lost His Luck; The Story of the                                                    | enth.              | enth.       | nicht enth.          |              | enth.            | nicht enth.      |              |
| ANE 270 | | Merchant and His Sons, 270 The Tale of the                                                      | enth.              | enth.       | nicht enth.          |              | enth.            | nicht enth.      |              |
| ANE 271 | | Abû Sâbir; The Story of                                                                         | enth.              | enth.       | nicht enth.          |              | enth.            | nicht enth.      |              |
| ANE 272 | | Bihzâd; The Story of Prince                                                                     | enth.              | enth.       | nicht enth.          |              | enth.            | nicht enth.      |              |
| ANE 273 | | Dâdbîn and His Viziers; The Story of the King                                                   | enth.              | enth.       | nicht enth.          |              | 7, 222–238       | nicht enth.      |              |
| ANE 274 | | Bakhtzamân; The Story of King                                                                   | enth.              | enth.       | nicht enth.          |              | nicht enth.      | nicht enth.      |              |
| ANE 275 | | Bikhard; The Story of King                                                                      | enth.              | enth.       | nicht enth.          |              | enth.            | nicht enth.      |              |
| ANE 276 | | Aylân Shâh and Abû Tammâm; The Story of                                                         | enth.              | enth.       | nicht enth.          |              | enth.            | nicht enth.      |              |
| ANE 277 | | Ibrâhîm and His Son; The Story of King                                                          | enth.              | enth.       | nicht enth.          |              | enth.            | nicht enth.      |              |
| ANE 278 | | Sulaymân Shâh and His Niece; The Story of King                                                  | enth.              | enth.       | nicht enth.          |              | nicht enth.      | nicht enth.      |              |
| ANE 279 | | Prisoner and How Allâh Gave Him Relief; The Story of the                                        | enth.              | enth.       | nicht enth.          |              | nicht enth.      | nicht enth.      |              |
| ANE 280 | | Ja‘far ibn Yahyâ and ‘Abd al-Malik ibn Sâlih the Abbaside                                       | enth.              | enth.       | nicht enth.          |              | nicht enth.      | nicht enth.      |              |
| ANE 281 | | Hârûn al-Rashîd and the Barmakids                                                               | enth.              | enth.       | nicht enth.          |              | nicht enth.      | nicht enth.      |              |
| ANE 282 | | Ibn al-Sammâk and al-Rashîd                                                                     | enth.              | nicht enth. | nicht enth.          |              | nicht enth.      | nicht enth.      |              |
| ANE 283 | | Al-Ma’mûn and Zubayda                                                                           | enth.              | nicht enth. | nicht enth.          |              | nicht enth.      | nicht enth.      | enth.        |
| ANE 284 | | Al-Nu‘mân and the Arab of the Banû Tayy                                                         | enth.              | nicht enth. | nicht enth.          |              | nicht enth.      | nicht enth.      |              |
| ANE 285 | Firuz und seine Frau                                                                                         | Fîrûz and His Wife                                                                              | 11, 125–127        | nicht enth. | nicht enth.          |              | nicht enth.      | nicht enth.      | 4, 227–230   |
| ANE 286 | Shah Bacht und sein Wesir Rahwan                                                                             | Shâh Bakht and His Vizier al-Rahwân; King                                                       | enth.              | nicht enth. | nicht enth.          |              | 10, 166–         | nicht enth.      |              |
| ANE 287 | | Man of Khorasan, His Son and His Tutor; The Tale of the                                         | enth.              | nicht enth. | nicht enth.          |              | 10, 169–177      | nicht enth.      |              |
| ANE 288 | | Singer and the Druggist; Tale of the                                                            | enth.              | nicht enth. | nicht enth.          |              | 10, 177–184      | nicht enth.      |              |
| ANE 289 | | King Who Kenned the Quintessence of Things; The Tale of the                                     | enth.              | nicht enth. | nicht enth.          |              | 10, 184–190      | nicht enth.      |              |
| ANE 290 | | Richard Who Married His Beautiful Daughter to the Poor Old Man; The Tale of                     | enth.              | nicht enth. | nicht enth.          |              | 10, 191–194      | nicht enth.      |              |
| ANE 291 | | Sage and His Three Sons; The Tale of the                                                        | enth.              | nicht enth. | nicht enth.          |              | 10, 194–198      | nicht enth.      |              |
| ANE 292 | | Prince Who Fell in Love With the Picture; The Tale of the                                       | enth.              | nicht enth. | nicht enth.          |              | 10, 198–203      | nicht enth.      |              |
| ANE 293 | | Fuller and His Wife and the Trooper; The Tale of the                                            | enth.              | nicht enth. | nicht enth.          |              | 10, 203–206      | nicht enth.      |              |
| ANE 294 | | Merchant, the Crone, and the King; The Tale of the                                              | enth.              | nicht enth. | nicht enth.          |              | 10, 206–209      | nicht enth.      |              |
| ANE 295 | | Simpleton Husband [1]; The Tale of the                                                          | enth.              | nicht enth. | nicht enth.          |              | 10, 209–211      | nicht enth.      |              |
| ANE 296 | | Unjust King and the Tither; The Tale of the                                                     | enth.              | nicht enth. | nicht enth.          |              | 10, 211–212      | nicht enth.      |              |
| ANE 297 | | David and Solomon; The Story of                                                                 | enth.              | nicht enth. | nicht enth.          |              | 10, 212–214      | nicht enth.      |              |
| ANE 298 | | Robber and the Woman; The                                                                       | enth.              | nicht enth. | nicht enth.          |              | 10, 214–217      | nicht enth.      |              |
| ANE 299 | | Three Men and Our Lord ‘Îsâ; The Tale of the                                                    | enth.              | nicht enth. | nicht enth.          |              | 10, 217–219      | nicht enth.      |              |
| ANE 300 | | Disciple’s Story; The                                                                           | enth.              | nicht enth. | nicht enth.          |              | enth.            | nicht enth.      |              |
| ANE 301 | | Ruler Whose Reign and Wealth Were Restored to Him; The Tale of the Dethroned                    | enth.              | nicht enth. | nicht enth.          |              | enth.            | nicht enth.      |              |
| ANE 302 | | Man Whose Caution Slew Him; The Tale of the                                                     | enth.              | nicht enth. | nicht enth.          |              | enth.            | nicht enth.      |              |
| ANE 303 | | Man Who Was Lavish of His House and His Provision (...); The Tale of the                        | enth.              | nicht enth. | nicht enth.          |              | enth.            | nicht enth.      |              |
| ANE 304 | | Melancholist and the Sharper                                                                    | enth.              | nicht enth. | nicht enth.          |              | enth.            | nicht enth.      |              |
| ANE 305 | | Khalbas and His Wife and the Learned Man; The Tale of                                           | enth.              | nicht enth. | nicht enth.          |              | enth.            | nicht enth.      |              |
| ANE 306 | | Devotee Accused of Lewdness; The Tale of the                                                    | enth.              | nicht enth. | nicht enth.          |              | nicht enth.      | nicht enth.      |              |
| ANE 307 | | Hireling and the Girl; The Tale of the                                                          | enth.              | nicht enth. | nicht enth.          |              | enth.            | nicht enth.      |              |
| ANE 308 | | Weaver Who Became a Leach by Order of His Wife; The Tale of the                                 | enth.              | nicht enth. | nicht enth.          |              | enth.            | nicht enth.      |              |
| ANE 309 | | Two Sharpers Who Each Cozened His Compeer; The Tale of the                                      | enth.              | nicht enth. | nicht enth.          |              | enth.            | nicht enth.      |              |
| ANE 310 | | Sharpers with the Shroff and the Ass; The Tale of the                                           | enth.              | nicht enth. | nicht enth.          |              | enth.            | nicht enth.      |              |
| ANE 311 | | Cheat and the Merchants; The Tale of the                                                        | enth.              | nicht enth. | nicht enth.          |              | enth.            | nicht enth.      |              |
| ANE 312 | Falke und die Heuschrecke; Der                                                                               | Falcon and the Locust; The Story of the                                                         | enth.              | nicht enth. | nicht enth.          |              | 10, 251–252      | nicht enth.      |              |
| ANE 313 | | King and His Chamberlain’s Wife; The Tale of the                                                | enth.              | nicht enth. | nicht enth.          |              | enth.            | nicht enth.      |              |
| ANE 314 | | Crone and the Draper’s Wife; The Story of the                                                   | enth.              | nicht enth. | nicht enth.          |              | enth.            | nicht enth.      |              |
| ANE 315 | | Ugly Man and His Beautiful Wife; The Tale of the                                                | enth.              | nicht enth. | nicht enth.          |              | enth.            | nicht enth.      |              |
| ANE 316 | | King Who Lost His Kingdom and Wife and Wealth (...); The Tale of the                            | enth.              | nicht enth. | nicht enth.          |              | enth.            | nicht enth.      |              |
| ANE 317 | | Salîm, the Youth of Khorasan, and Salmâ, His Sister; The Tale of                                | enth.              | nicht enth. | nicht enth.          |              | enth.            | nicht enth.      |              |
| ANE 318 | | King of Hind and His Vizier; The Tale of the                                                    | enth.              | nicht enth. | nicht enth.          |              | enth.            | nicht enth.      |              |
| ANE 319 | | Al-Malik al-Zâhir Rukn al-Dîn Baybars al-Bunduqdârîand the Sixteen Captains of Police           | enth.              | nicht enth. | 4, 776–829           |              | enth.            | nicht enth.      | enth.        |
| ANE 320 | | Constable’s History; The First                                                                  | enth.              | nicht enth. | 4, 778–787           |              | enth.            | nicht enth.      | enth.        |
| ANE 321 | | Constable’s History; The Second                                                                 | enth.              | nicht enth. | 4, 787–789           |              | enth.            | nicht enth.      |              |
| ANE 322 | | Constable’s History; The Third                                                                  | enth.              | nicht enth. | 4, 789–793           |              | enth.            | nicht enth.      |              |
| ANE 323 | | Constable’s History; The Fourth                                                                 | enth.              | nicht enth. | 4, 793f.             |              | nicht enth.      | nicht enth.      |              |
| ANE 324 | | Constable’s History; The Fifth                                                                  | enth.              | nicht enth. | 4, 795f.             |              | enth.            | nicht enth.      |              |
| ANE 325 | | Constable’s History; The Sixth                                                                  | enth.              | nicht enth. | 4, 796–798           |              | nicht enth.      | nicht enth.      |              |
| ANE 326 | | Constable’s History; The Seventh                                                                | enth.              | nicht enth. | 4, 798–802           |              | enth.            | nicht enth.      |              |
| ANE 327 | | Constable’s History; The Eighth                                                                 | enth.              | nicht enth. | 4, 802–812           |              | enth.            | nicht enth.      |              |
| ANE 328 | | Thief’s Tale; The                                                                               | enth.              | nicht enth. | 4, 811f.             |              | enth.            | nicht enth.      |              |
| ANE 329 | | Constable’s History; The Ninth                                                                  | enth.              | nicht enth. | 4, 812–815           |              | enth.            | nicht enth.      |              |
| ANE 330 | | Constable’s History; The Tenth                                                                  | enth.              | nicht enth. | 4, 815–817           |              | enth.            | nicht enth.      |              |
| ANE 331 | | Constable’s History; The Eleventh                                                               | enth.              | nicht enth. | 4, 817–819           |              | enth.            | nicht enth.      |              |
| ANE 332 | | Constable’s History; The Twelfth                                                                | enth.              | nicht enth. | 4, 820.              |              | enth.            | nicht enth.      |              |
| ANE 333 | | Constable’s History; The Thirteenth                                                             | enth.              | nicht enth. | 4, 821               |              | enth.            | nicht enth.      |              |
| ANE 334 | | Constable’s History; The Fourteenth                                                             | enth.              | nicht enth. | 4, 822f.             |              | enth.            | nicht enth.      |              |
| ANE 335 | | Merry Jest of a Clever Thief; A                                                                 | enth.              | nicht enth. | 4, 824               |              | enth.            | nicht enth.      | enth.        |
| ANE 336 | | Old Sharper; The Tale of the                                                                    | enth.              | nicht enth. | 4, 824–826           |              | enth.            | nicht enth.      |              |
| ANE 337 | | Constable’s History; The Fifteenth                                                              | enth.              | nicht enth. | 4, 826–828           |              | enth.            | nicht enth.      |              |
| ANE 338 | | Constable’s History; The Sexteenth                                                              | enth.              | nicht enth. | 4, 829               |              | enth.            | nicht enth.      |              |
| ANE 339 | Sklavin Tuhfat al-Qulub; Die                                                                                 | Tuhfat al-Qulûb and the Caliph Hârûn al-Rashîd; The Tale of the Damsel                          | enth.              | nicht enth. | nicht enth.          |              | 11, 7–57         | nicht enth.      | enth.        |
| ANE 340 | List der Frauen; Die                                                                                         | Women’s Wiles                                                                                   | enth.              | nicht enth. | 3, 502–508           |              | 3, 135–141       | nicht enth.      |              |
| ANE 341 | Sklavin Sitt al-Milah und Nur al-Din Ali; Die                                                                | Nûr al-Dîn ‘Alî of Damascus and the Damsel Sitt al-Milâh                                        | 12, 107–138        | nicht enth. | nicht enth.          |              | 11, 57–94        | nicht enth.      |              |
| ANE 342 | | Ins ibn Qays and His Daughter with the Son of King al-‘Abbâs; Tale of King                      | 12, 138–191        | nicht enth. | nicht enth.          |              | 11, 94–155       | nicht enth.      |              |
| ANE 343 | Konkubine des Kalifen, Die                                                                                   | Concubine and the Caliph; The                                                                   | 12, 199–202        | nicht enth. | nicht enth.          |              | 11, 234–236      | nicht enth.      |              |
| ANE 344 | Sklavin des al-Ma'mun, Die                                                                                   | Concubine of al-Ma’mûn; The                                                                     | 12, 202–206        | nicht enth. | nicht enth.          |              | 11, 236–243      | nicht enth.      |              |
| ANE 345 | | Zayn al-Asnâm; The Tale of                                                                      | 13, 1–30           | enth.       | 6, 216–240           |              | 4, 263–287       | nicht enth.      | enth.        |
| ANE 346 | Aladin und die Wunderlampe                                                                                   | ‘Alâ’ al-Dîn; or the Wonderful Lamp                                                             | 13, 31–145         | enth.       | 2, 659–791           | nicht enth.  | 6, 159–315       | nicht enth.      | 3, 369–436   |
| ANE 347 | Geschichte Chodadads und seiner Brüder                                                                       | Khudâdâd and His Brothers                                                                       | 13, 145–174        | enth.       | enth.                |              | 6, 7–47          | nicht enth.      |              |
| ANE 348 | Prinzessin von Deryabar; Geschichte der                                                                      | Princess of Daryâbâr; History of the                                                            | 13, ab 155         | 3, 47–53    | 6, 316–325           |              | 6, 19–30         | nicht enth.      |              |
| ANE 349 | | Caliph’s Night Adventure; The                                                                   | enth.              | enth.       | 6, 240–302           |              | 6, 75–159        | nicht enth.      | enth.        |
| ANE 350 | | Blind Man Bâbâ ‘Abdallâh; The Story of the                                                      | enth.              | enth.       | 6, 246–256           |              | 6, 81–98         | nicht enth.      | enth.        |
| ANE 351 | | Sîdî Nu‘mân; History of                                                                         | enth.              | enth.       | 6, 259–272           |              | 6, 98–117        | nicht enth.      | enth.        |
| ANE 352 | | Hasan al-Habbâl; History of Khawâjâ                                                             | enth.              | enth.       | 6, 274–301           |              | 6, 117–159       | nicht enth.      | enth.        |
| ANE 353 | Ali Baba und die vierzig Räuber                                                                              | ‘Alî Bâbâ and the Forty Thieves                                                                 | 13, 219–246        | 3, 193–221  | 2, 791–859           | nicht enth.  | 6, 159–211       | nicht enth.      | 4, 100–123   |
| ANE 354 | Ali Chawadscha und der Kaufmann aus Bagdad                                                                   | ‘Alî Khawâjâ and the Merchant of Baghdad                                                        | enth.              | enth.       | 6, 340–353           |              | 6, 211–231       | nicht enth.      |              |
| ANE 355 | Prinz Ahmed und die Fee Peri Banu                                                                            | Prince Ahmad and the Fairy Perî Bânû                                                            | enth.              | enth.       | enth.                |              | 7, 7–92          | nicht enth.      | enth.        |
| ANE 356 | | Two Sisters Who Envied Their Cadette; The                                                       | enth.              | enth.       | enth.                |              | enth.            | nicht enth.      | enth.        |
| ANE 357 | | Sultan of al-Yaman and His Three Sons; Story of the                                             | enth.              | nicht enth. | nicht enth.          |              | enth.            | 1, 13–20         |              |
| ANE 358 | | Three Sharpers; The Story of the                                                                | enth.              | nicht enth. | nicht enth.          |              | enth.            | 1, 21–149        | enth.        |
| ANE 359 | | Sultan Who Fared Forth in the Habit of a Darwîsh; The                                           | enth.              | nicht enth. | nicht enth.          |              | enth.            | 1, 33–149        | enth.        |
| ANE 360 | | Sultan Muhammad of Cairo; The History of                                                        | enth.              | nicht enth. | nicht enth.          |              | enth.            | 1, 34–44         | enth.        |
| ANE 361 | | Lunatic; The Story of the First                                                                 | enth.              | nicht enth. | nicht enth.          |              | enth.            | 1, 44–57         | enth.        |
| ANE 362 | | Lunatic; The Story of the Second                                                                | enth.              | nicht enth. | nicht enth.          |              | enth.            | 1, 59–65         | enth.        |
| ANE 363 | | Sage and the Scholar; The Story of the                                                          | enth.              | nicht enth. | nicht enth.          |              | enth.            | 1, 65–79         | enth.        |
| ANE 364 | | Night Adventures of Sultan Muhammad of Cairo; The                                               | enth.              | nicht enth. | nicht enth.          |              | enth.            | 1, 79–149        |              |
| ANE 365 | | Schoolmaster; The Story of the Broke-back                                                       | enth.              | nicht enth. | nicht enth.          |              | enth.            | 1, 84–86         | enth.        |
| ANE 366 | | Schoolmaster; The Story of the Split-mouthed                                                    | enth.              | nicht enth. | nicht enth.          |              | enth.            | 1, 86–88         | enth.        |
| ANE 367 | | Schoolmaster; The Story of the Limping                                                          | enth.              | nicht enth. | nicht enth.          |              | nicht enth.      | 1, 88f.          |              |
| ANE 368 | | Three Sisters and Their Mother; Story of the                                                    | enth.              | nicht enth. | nicht enth.          |              | enth.            | 1, 97–149        |              |
| ANE 369 | | Qâdî Who Bare a Babe; The Story of the                                                          | enth.              | nicht enth. | nicht enth.          |              | 8, 86–96         | 1, 149–163       | enth.        |
| ANE 370 | | Qâdî and the Bhang-eater; The Tale of the                                                       | enth.              | nicht enth. | nicht enth.          |              | 8, 97–115        | 1, 164–283       | enth.        |
| ANE 371 | | Bhang-eater and His Wife; History of the                                                        | enth.              | nicht enth. | nicht enth.          |              | 8, 101–115       | 1, 175–181       |              |
| ANE 372 | | Drummer Abû Qâsim Became a Qâdî; How                                                            | enth.              | nicht enth. | nicht enth.          |              | nicht enth.      | 1, 181–184       |              |
| ANE 373 | | Qâdî and His Slipper; The Story of the                                                          | enth.              | nicht enth. | nicht enth.          |              | nicht enth.      | 1, 184–187       | enth.        |
| ANE 374 | | Sultan and His Sons and the Enchanting Bird; The Tale of the                                    | enth.              | nicht enth. | nicht enth.          |              | enth.            | 1, 211–220       |              |
| ANE 375 | | King of al-Yaman and His Three Sons; Story of the                                               | enth.              | nicht enth. | nicht enth.          |              | enth.            | 1, 222–283       |              |
| ANE 376 | | Larrikin; History of the first                                                                  | enth.              | nicht enth. | nicht enth.          |              | nicht enth.      | 1, 241–247       |              |
| ANE 377 | | Larrikin; History of the second                                                                 | enth.              | nicht enth. | nicht enth.          |              | nicht enth.      | 1, 247–250       |              |
| ANE 378 | | Larrikin Concerning Himself; Tale of the Third                                                  | enth.              | nicht enth. | nicht enth.          |              | nicht enth.      | 1, 251f.         |              |
| ANE 379 | | Sultan of al-Hind and His Son Muhammad; Story of the                                            | enth.              | nicht enth. | nicht enth.          |              | enth.            | 1, 253–267       |              |
| ANE 380 | | Fisherman and His Son; Tale of the                                                              | enth.              | nicht enth. | nicht enth.          |              | nicht enth.      | 1, 267–280       |              |
| ANE 381 | | Larrikin Concerning Himself; Tale of the Third                                                  | enth.              | nicht enth. | nicht enth.          |              | nicht enth.      | 1, 280–283       |              |
| ANE 382 | | Abû Niyya and Abû Niyyatayn; The History of                                                     | enth.              | nicht enth. | nicht enth.          |              | 8, 134–143       | 1, 284–298       |              |
| ANE 383 | Prinz von Sindh und die Prinzessin Fatima; Der                                                               | King’s Son of Sind and the Lady Fâtima; History of the                                          | enth.              | nicht enth. | nicht enth.          |              | 8, 149–154       | 1, 298–311       |              |
| ANE 384 | Liebenden von Syrien; Die                                                                                    | Lovers of Syria; History of the                                                                 | enth.              | nicht enth. | nicht enth.          |              | 8, 155–164       | 1, 311–324       |              |
| ANE 385 | | Al-Hajjâj ibn Yûsuf and the Young Sayyid; History of                                            | enth.              | nicht enth. | nicht enth.          |              | nicht enth.      | 1, 324–341       |              |
| ANE 386 | Harun al-Raschid und der junge Mandschab                                                                     | Hârûn al-Rashîd and the Youth Manjâb                                                            | enth.              | nicht enth. | nicht enth.          |              | enth.            | 1, 374–532       |              |
| ANE 387 | | Darwîsh and the Barber’s Boy and the Greedy Sultan; Story of the                                | enth.              | nicht enth. | nicht enth.          |              | nicht enth.      | 1, 411–420       |              |
| ANE 388 | | Simpleton Hus [2]; The Tale of                                                                  | enth.              | nicht enth. | nicht enth.          |              | nicht enth.      | 1, 421f.         |              |
| ANE 389 | Liebe von Prinzessin Haifa und Prinz Yusuf; Die                                                              | Al-Hayfâ’ and Yûsuf; The Loves of                                                               | enth.              | nicht enth. | nicht enth.          |              | enth.            | 1, 429–498       |              |
| ANE 390 | | Three Princes of China; The                                                                     | enth.              | nicht enth. | nicht enth.          |              | enth.            | 1, 515–527       |              |
| ANE 391 | | Vizier Wrongfully Gaoled; The Righteous                                                         | enth.              | nicht enth. | nicht enth.          |              | enth.            | enth.            |              |
| ANE 392 | | Cairene Youth, the Barber and the Captain; The                                                  | enth.              | nicht enth. | nicht enth.          |              | nicht enth.      | enth.            | enth.        |
| ANE 393 | | Goodwife of Cairo and Her Four Gallants; The                                                    | enth.              | nicht enth. | nicht enth.          |              | enth.            | enth.            |              |
| ANE 394 | | Tailor and the Lady and the Captain; The                                                        | enth.              | nicht enth. | nicht enth.          |              | nicht enth.      | enth.            |              |
| ANE 395 | | Syrian and the Three Women of Cairo; The                                                        | enth.              | nicht enth. | nicht enth.          |              | nicht enth.      | enth.            | enth.        |
| ANE 396 | | Lady with the Two Coyntes; The                                                                  | enth.              | nicht enth. | nicht enth.          |              | nicht enth.      | enth.            | enth.        |
| ANE 397 | | Wife Who Vaunted Her Virtue; The Whorish                                                        | enth.              | nicht enth. | nicht enth.          |              | nicht enth.      | enth.            | enth.        |
| ANE 398 | | Cœlebs the Droll and His Wife and Her Four Lovers                                               | enth.              | nicht enth. | nicht enth.          |              | nicht enth.      | enth.            | enth.        |
| ANE 399 | | Gate-keeper of Cairo and the Cunning She-thief; The                                             | enth.              | nicht enth. | nicht enth.          |              | nicht enth.      | enth.            |              |
| ANE 400 | | Muhsin and Mûsâ                                                                                 | enth.              | nicht enth. | nicht enth.          |              | nicht enth.      | enth.            |              |
| ANE 401 | | Muhammad the Shalabî and His Mistress and His Wife                                              | enth.              | nicht enth. | nicht enth.          |              | nicht enth.      | enth.            |              |
| ANE 402 | | Fellah and His Wicked Wife; The                                                                 | enth.              | nicht enth. | nicht enth.          |              | nicht enth.      | enth.            |              |
| ANE 403 | | Woman Who Humored Her Lover at Her Husband’s Expense; The                                       | enth.              | nicht enth. | nicht enth.          |              | nicht enth.      | enth.            | enth.        |
| ANE 404 | | Qâdî Schooled by His Wife; The                                                                  | enth.              | nicht enth. | nicht enth.          |              | nicht enth.      | enth.            |              |
| ANE 405 | | Merchant’s Daughter and the Prince of al-Irak; The                                              | enth.              | nicht enth. | nicht enth.          |              | nicht enth.      | enth.            |              |
| ANE 406 | | Youth Who Would Futter His Father’s Wives; Story of the                                         | enth.              | nicht enth. | nicht enth.          |              | nicht enth.      | enth.            | enth.        |
| ANE 407 | | Two Lack-tacts of Cairo and Damascus; Story of the                                              | enth.              | nicht enth. | nicht enth.          |              | nicht enth.      | enth.            | enth.        |
| ANE 408 | | King; Tale of Himself Told by the                                                               | enth.              | enth.       | nicht enth.          |              | enth.            | enth.            |              |
| ANE 409 | | Hayqâr the Sage; The Say of                                                                     | enth.              | nicht enth. | nicht enth.          |              | enth.            | nicht enth.      |              |
| ANE 410 | | al-Bunduqânî, or the Caliph Hârûn al-Rashîd and the Daughter of Kisrâ; The History of           | enth.              | nicht enth. | nicht enth.          |              | enth.            | nicht enth.      |              |
| ANE 411 | | Linguist-dame, the Duenna and the King’s Son; The                                               | enth.              | nicht enth. | nicht enth.          |              | nicht enth.      | nicht enth.      | enth.        |
| ANE 412 | | Warlock and the Young Cook of Baghdad                                                           | enth.              | nicht enth. | nicht enth.          |              | enth.            | nicht enth.      |              |
| ANE 413 | | Cock and the Fox; The Pleasant History of the                                                   | enth.              | nicht enth. | nicht enth.          |              | nicht enth.      | nicht enth.      | enth.        |
| ANE 414 | | What Befell the Fowlet with the Fowler; History of                                              | enth.              | nicht enth. | nicht enth.          |              | nicht enth.      | nicht enth.      |              |
| ANE 415 | | ‘Attâf; Tale of                                                                                 | enth.              | nicht enth. | nicht enth.          |              | 9, 127–145       | nicht enth.      | enth.        |
| ANE 416 | | Habîb and What Befell Him with the Lady Durrat al-Ghawwâs; History of Prince                    | enth.              | nicht enth. | nicht enth.          |              | 8, 263–286       | nicht enth.      |              |
| ANE 417 | | Three Princes and the Genius Morhagian and His Daughters; Story of the                          | enth.              | nicht enth. | nicht enth.          |              | nicht enth.      | nicht enth.      |              |
| ANE 418 | | Prince of Khwârazm and the Princess of Georgia; The Story of the                                | nicht enth.        | enth.       | nicht enth.          |              | enth.            | nicht enth.      |              |
| ANE 419 | | King of Abyssinia; The                                                                          | nicht enth.        | nicht enth. | nicht enth.          |              | enth.            | nicht enth.      |              |
| ANE 420 | | Sultan and His Storyteller; The                                                                 | nicht enth.        | nicht enth. | nicht enth.          |              | enth.            | nicht enth.      |              |
| ANE 421 | Amina, Die Sklavin                                                                                           | Ameny; The Story of Princess                                                                    | nicht enth.        | nicht enth. | nicht enth.          |              | 8, 209–263       | nicht enth.      |              |
| ANE 422 | Frau des Greises, Die Geschichte der                                                                         | Woman Who Regained Her Loss                                                                     | nicht enth.        | nicht enth. | nicht enth.          |              | 8, 238–248       | nicht enth.      |              |
| ANE 423 | | ‘Alî Jawharî; The Story of                                                                      | nicht enth.        | nicht enth. | nicht enth.          |              | 9, 7–27          | nicht enth.      |              |
| ANE 424 | | King of Kochinchin’s Children; The Story of                                                     | nicht enth.        | nicht enth. | nicht enth.          |              | 8, 57–80         | nicht enth.      |              |
| ANE 425 | | Woman Who Had Two Husbands; The Story of the                                                    | nicht enth.        | nicht enth. | nicht enth.          |              | enth.            | nicht enth.      | enth.        |
| ANE 426 | | Unjust Banker; The Story of the                                                                 | nicht enth.        | nicht enth. | nicht enth.          |              | enth.            | nicht enth.      | enth.        |
| ANE 427 | | Adulteress Who Tested Her Husband’s Trust; The Story of the                                     | nicht enth.        | nicht enth. | nicht enth.          |              | enth.            | nicht enth.      |              |
| ANE 428 | | Yûsuf and the Indian Merchant                                                                   | nicht enth.        | nicht enth. | nicht enth.          |              | 9, 96–113        | nicht enth.      |              |
| ANE 429 | Prinz Benasir und die Prinzessin von China                                                                   | Benasir; Story of Prince                                                                        | nicht enth.        | nicht enth. | nicht enth.          |              | 9, 113–127       | nicht enth.      |              |
| ANE 430 | | Salîm of Egypt; Story of Sultan                                                                 | nicht enth.        | nicht enth. | nicht enth.          |              | enth.            | nicht enth.      |              |
| ANE 431 | | Shoemaker’s Wife; The Story of the                                                              | nicht enth.        | nicht enth. | nicht enth.          |              | enth.            | nicht enth.      |              |
| ANE 432 | Adila; Die Auferstehung der                                                                                  | ‘Adîla; The Story of                                                                            | nicht enth.        | nicht enth. | nicht enth.          |              | 9, 170–176       | nicht enth.      |              |
| ANE 433 | | Qalandar with the Scarred Forehead; Story of the                                                | nicht enth.        | nicht enth. | nicht enth.          |              | enth.            | nicht enth.      |              |
| ANE 434 | vierzig Wesire; Die                                                                                          | Forty Viziers; The Story of the                                                                 | nicht enth.        | enth.       | nicht enth.          |              | enth.            | nicht enth.      |              |
| ANE 435 | | Shahâb al-Dîn; Story of Shaykh                                                                  | nicht enth.        | enth.       | nicht enth.          |              | enth.            | nicht enth.      |              |
| ANE 436 | | Gardener, His Son, and the Donkey; The                                                          | nicht enth.        | enth.       | nicht enth.          |              | enth.            | nicht enth.      |              |
| ANE 437 | Sultan Mahmud und sein Wezir                                                                                 | Mahmûd and His Vizier; The Story of Sultan                                                      | nicht enth.        | enth.       | nicht enth.          |              | 1, 114–115       | nicht enth.      |              |
| ANE 438 | | Brahmin Padmanaba and the Seller of Fuqqâ‘; Story of the                                        | nicht enth.        | enth.       | nicht enth.          |              | enth.            | nicht enth.      |              |
| ANE 439 | | Thief Discovered by Storytelling; Story of the                                                  | nicht enth.        | enth.       | nicht enth.          |              | enth.            | nicht enth.      |              |
| ANE 440 | | Shoe-maker and His Lover; The                                                                   | nicht enth.        | enth.       | nicht enth.          |              | enth.            | nicht enth.      |              |
| ANE 441 | | King Who Transferred His Soul into a Parrot; Story of the                                       | nicht enth.        | enth.       | nicht enth.          |              | enth.            | nicht enth.      |              |
| ANE 442 | | ‘Alî and Zâhir from Damascus; The Story of                                                      | nicht enth.        | enth.       | nicht enth.          |              | nicht enth.      | nicht enth.      |              |
| ANE 443 | | Solomon and the Queen of Sheba; Story of                                                        | nicht enth.        | enth.       | nicht enth.          |              | nicht enth.      | nicht enth.      |              |
| ANE 444 | | Tamîm al-Dârî; Story of                                                                         | nicht enth.        | enth.       | nicht enth.          |              | nicht enth.      | nicht enth.      |              |
| ANE 445 | | Jûdar and the Moor Mahmûd                                                                       | nicht enth.        | enth.       | nicht enth.          |              | nicht enth.      | nicht enth.      |              |
| ANE 446 | | Adventures of Sultan Baybars; The                                                               | nicht enth.        | enth.       | nicht enth.          |              | nicht enth.      | nicht enth.      |              |
| ANE 447 | | ‘Alî the Fisherman; Story of                                                                    | nicht enth.        | enth.       | nicht enth.          |              | nicht enth.      | nicht enth.      |              |
| ANE 448 | | Satilatlas and Hamama Telliwa                                                                   | nicht enth.        | enth.       | nicht enth.          |              | nicht enth.      | nicht enth.      |              |
| ANE 449 | | True Learning; The Parable of                                                                   | nicht enth.        | nicht enth. | nicht enth.          |              | nicht enth.      | nicht enth.      | enth.        |
| ANE 450 | | Keys of Destiny; The                                                                            | nicht enth.        | nicht enth. | nicht enth.          |              | nicht enth.      | nicht enth.      | 3, 488–510   |
| ANE 451 | | Buhlûl the Jester                                                                               | nicht enth.        | nicht enth. | nicht enth.          |              | nicht enth.      | nicht enth.      | enth.        |
| ANE 452 | | Qâdî-mule; The Tale of the                                                                      | nicht enth.        | nicht enth. | nicht enth.          |              | nicht enth.      | nicht enth.      | enth.        |
| ANE 453 | | Qâdî and the Ass’s Foal; The                                                                    | nicht enth.        | nicht enth. | nicht enth.          |              | nicht enth.      | nicht enth.      | enth.        |
| ANE 454 | | Astute Qâdî; The Tale of the                                                                    | nicht enth.        | nicht enth. | nicht enth.          |              | nicht enth.      | nicht enth.      | enth.        |
| ANE 455 | | Man Who Understood Women; The                                                                   | nicht enth.        | nicht enth. | nicht enth.          |              | nicht enth.      | nicht enth.      | enth.        |
| ANE 456 | | Two Lives of Sultan Mahmûd; The Tale of the                                                     | nicht enth.        | nicht enth. | nicht enth.          |              | nicht enth.      | nicht enth.      | 4, 14–19     |
| ANE 457 | | Unending Treasure; The Tale of the                                                              | nicht enth.        | nicht enth. | nicht enth.          |              | nicht enth.      | nicht enth.      | 4, 20–33     |
| ANE 458 | | Youth Behind Whom Indian and Chinese Airs Were Played; The                                      | nicht enth.        | enth.       | nicht enth.          |              | enth.            | nicht enth.      | 4, 140–146   |
| ANE 459 | | Zulaykhâ; Tale of the Princess                                                                  | nicht enth.        | nicht enth. | nicht enth.          |              | nicht enth.      | nicht enth.      | 4, 172–187   |
| ANE 460 | | Hard-Head and His Sister Little-Foot                                                            | nicht enth.        | nicht enth. | nicht enth.          |              | nicht enth.      | nicht enth.      | 4, 187–191   |
| ANE 461 | | Anklet; The                                                                                     | nicht enth.        | nicht enth. | nicht enth.          |              | nicht enth.      | nicht enth.      | 4, 191–194   |
| ANE 462 | | He-goat and the King’s Daughter; The                                                            | nicht enth.        | nicht enth. | nicht enth.          |              | nicht enth.      | nicht enth.      | 4, 194–202   |
| ANE 463 | | Prince and the Tortoise; The                                                                    | nicht enth.        | nicht enth. | nicht enth.          |              | nicht enth.      | nicht enth.      | 4, 202–209   |
| ANE 464 | | Chick-pea Seller’s Daughter; The                                                                | nicht enth.        | nicht enth. | nicht enth.          |              | nicht enth.      | nicht enth.      | 4, 210–214   |
| ANE 465 | | Loser; The                                                                                      | nicht enth.        | nicht enth. | nicht enth.          |              | nicht enth.      | nicht enth.      | 4, 214–217   |
| ANE 466 | | Captain of Police; The                                                                          | nicht enth.        | nicht enth. | nicht enth.          |              | nicht enth.      | nicht enth.      | 4, 217–219   |
| ANE 467 | | Contest in Generosity; A                                                                        | nicht enth.        | nicht enth. | nicht enth.          |              | nicht enth.      | nicht enth.      | 4, 220–223   |
| ANE 468 | | Diamond; The Splendid Tale of Prince                                                            | nicht enth.        | nicht enth. | nicht enth.          |              | nicht enth.      | nicht enth.      | 4, 259–296   |
| ANE 469 | | Jests and Suggestions of the Master of Shifts and Laughter; Some                                | nicht enth.        | nicht enth. | nicht enth.          |              | nicht enth.      | nicht enth.      | 4, 296–307   |
| ANE 470 | | Captain’s Tale; The Second                                                                      | nicht enth.        | nicht enth. | nicht enth.          |              | nicht enth.      | nicht enth.      | 4, 351–354   |
| ANE 471 | | Captain’s Tale; The Third                                                                       | nicht enth.        | nicht enth. | nicht enth.          |              | nicht enth.      | nicht enth.      | 4, 354–361   |
| ANE 472 | | Captain’s Tale; The Fourth                                                                      | nicht enth.        | nicht enth. | nicht enth.          |              | nicht enth.      | nicht enth.      | 4, 361–366   |
| ANE 473 | | Captain's Tale; The Fifth                                                                       | nicht enth.        | nicht enth. | nicht enth.          |              | nicht enth.      | nicht enth.      | 4, 366–373   |
| ANE 474 | | Captain's Tale; The Sixth                                                                       | nicht enth.        | nicht enth. | nicht enth.          |              | nicht enth.      | nicht enth.      | 4, 373–382   |
| ANE 475 | | Captain's Tale; The Eighth                                                                      | nicht enth.        | nicht enth. | nicht enth.          |              | nicht enth.      | nicht enth.      | 4, 383–389   |
| ANE 476 | | Captain's Tale; The Ninth                                                                       | nicht enth.        | nicht enth. | nicht enth.          |              | nicht enth.      | nicht enth.      | 4, 390–394   |
| ANE 477 | | Captain's Tale; The Tenth                                                                       | nicht enth.        | nicht enth. | nicht enth.          |              | nicht enth.      | nicht enth.      | 4, 394–396   |
| ANE 478 | | Captain's Tale; The Eleventh                                                                    | nicht enth.        | nicht enth. | nicht enth.          |              | nicht enth.      | nicht enth.      | 4, 397–400   |
| ANE 479 | | Captain's Tale; The Twelth                                                                      | nicht enth.        | nicht enth. | nicht enth.          |              | nicht enth.      | nicht enth.      | 4, 400–405   |
| ANE 480 | | Sea Rose of the Girl of China; The Tale of the                                                  | nicht enth.        | nicht enth. | nicht enth.          |              | nicht enth.      | nicht enth.      | 4, 405–418   |
| ANE 481 | | Windows on the Garden of History                                                                | nicht enth.        | nicht enth. | nicht enth.          |              | nicht enth.      | nicht enth.      | 4, 446–449   |
| ANE 482 | | Durayd, His Generosity, and His Love for Tumâdir al-Khansâ’; The Poet                           | nicht enth.        | nicht enth. | nicht enth.          |              | nicht enth.      | nicht enth.      | 4, 449–459   |
| ANE 483 | | ‘Ufayra the Suns, and Hudhayla the Moons, the Warrior Daughters of the Poet Find                | nicht enth.        | nicht enth. | nicht enth.          |              | nicht enth.      | nicht enth.      | 4, 459–461   |
| ANE 484 | | Fâtima and the poet Muraqqish; The Love Story of                                                | nicht enth.        | nicht enth. | nicht enth.          |              | nicht enth.      | nicht enth.      | 4, 462–464   |
| ANE 485 | | Vengeance of King Hujr; The                                                                     | nicht enth.        | nicht enth. | nicht enth.          |              | nicht enth.      | nicht enth.      | 4, 465–467   |
| ANE 486 | | Men in the Judgment of Their Wives                                                              | nicht enth.        | nicht enth. | nicht enth.          |              | nicht enth.      | nicht enth.      | 4, 467–470   |
| ANE 487 | | ‘Umar ibn al-Khattâb; Tales of                                                                  | nicht enth.        | nicht enth. | nicht enth.          |              | nicht enth.      | nicht enth.      | 4, 470–477   |
| ANE 488 | | Blue Salama the Singer                                                                          | nicht enth.        | nicht enth. | nicht enth.          |              | nicht enth.      | nicht enth.      | 4, 477–480   |
| ANE 489 | | Parasite; The Tale of the                                                                       | nicht enth.        | nicht enth. | nicht enth.          |              | nicht enth.      | nicht enth.      | 4, 480–482   |
| ANE 490 | | Slave of Destiny; The Tale of the                                                               | nicht enth.        | nicht enth. | nicht enth.          |              | nicht enth.      | nicht enth.      | 4, 482–487   |
| ANE 491 | | Fatal Collar; The Tale of the                                                                   | nicht enth.        | nicht enth. | nicht enth.          |              | nicht enth.      | nicht enth.      | 4, 487–490   |
| ANE 492 | | Ishâq of Mosul and the Lost Melody                                                              | nicht enth.        | nicht enth. | nicht enth.          |              | nicht enth.      | nicht enth.      | 4, 490–494   |
| ANE 493 | Tänzerinnen des Kalifen; Die                                                                                 | Dancers; The two                                                                                | nicht enth.        | nicht enth. | nicht enth.          |              | nicht enth.      | nicht enth.      | 4, 494–497   |
| ANE 494 | | Ja‘far and the Barmakids; The End of                                                            | nicht enth.        | nicht enth. | nicht enth.          |              | nicht enth.      | nicht enth.      | 4, 508–521   |
| ANE 495 | | Yâsamîn and Princess Almond; The Tender Tale of Prince                                          | nicht enth.        | nicht enth. | nicht enth.          |              | nicht enth.      | nicht enth.      | 4, 521–530   |
| ANE 496 | | Vizier’s Clever Daughter; The History of the                                                    | nicht enth.        | nicht enth. | nicht enth.          |              | nicht enth.      | 1, 341–350       |              |
| ANE 497 | | Qâyish, His Brother Ardashîr and the Emir ‘Urwa; The History of Sultan                          | nicht enth.        | nicht enth. | nicht enth.          |              | nicht enth.      | 1, 350–368       |              |
| ANE 498 | Gazelle verzauberte Mädchen; Das zur                                                                         | Maiden Who Was Transformed into a Gazelle; The History of the                                   | nicht enth.        | nicht enth. | nicht enth.          |              | nicht enth.      | 1, 368–374       |              |
| ANE 499 | | Wife and Her Two Lovers; The Story of the                                                       | nicht enth.        | nicht enth. | nicht enth.          |              | nicht enth.      | 1, 422–429       |              |
| ANE 500 | Sklavinnen; Die zehn                                                                                         | Ten Slave-Girls; The Story of the                                                               | nicht enth.        | nicht enth. | nicht enth.          |              | nicht enth.      | 1, 498–515       |              |
| ANE 501 | | Admonished Adulteress; The Story of the                                                         | nicht enth.        | nicht enth. | nicht enth.          |              | nicht enth.      | enth.            |              |
| ANE 502 | | Coward Belied by His Wife; The Story of the                                                     | nicht enth.        | nicht enth. | nicht enth.          |              | nicht enth.      | enth.            |              |
| ANE 503 | | Numskull Who Does Not Count the Ass He Is Sitting on; The Story of the                          | nicht enth.        | nicht enth. | nicht enth.          |              | nicht enth.      | enth.            |              |
| ANE 504 | | Three Corpses; The Story of the                                                                 | nicht enth.        | nicht enth. | nicht enth.          |              | nicht enth.      | enth.            |              |
| ANE 505 | | ‘Alî with the Large Member; The Story of                                                        | nicht enth.        | nicht enth. | nicht enth.          |              | nicht enth.      | enth.            |              |
| ANE 506 | | Peasant’s Beautiful Wife; The Story of the                                                      | nicht enth.        | nicht enth. | nicht enth.          |              | nicht enth.      | enth.            |              |
| ANE 507 | | Mûsâ and Ibrâhîm; The Story of                                                                  | nicht enth.        | nicht enth. | nicht enth.          |              | nicht enth.      | 2, 182–184       |              |
| ANE 508 | | Stupid Berbers; The Story of the                                                                | nicht enth.        | nicht enth. | nicht enth.          |              | nicht enth.      | 2, 184–187       |              |
| ANE 509 | | Two Viziers and Their Children; The Story of the                                                | nicht enth.        | nicht enth. | nicht enth.          |              | nicht enth.      | 2, 187–269       |              |
| ANE 510 | | Lover Exposed by Way of a Special Perfume; The Story of the                                     | nicht enth.        | nicht enth. | nicht enth.          |              | nicht enth.      | 2, 269–272       |              |
| ANE 511 | | Silly Woman Who Wanted to Blind Her Stepson                                                     | nicht enth.        | nicht enth. | nicht enth.          |              | nicht enth.      | enth.            |              |
| ANE 512 | | Oft-proved Fidelity                                                                             | nicht enth.        | nicht enth. | nicht enth.          |              | enth.            | enth.            |              |
| ANE 513 | König Zunnar und Prinzessin Sitt al-Husn                                                                     | Zunnâr ibn Zunnâr, and the King of Iraq’s Daughter; The Story of                                | nicht enth.        | nicht enth. | nicht enth.          |              | nicht enth.      | 2, 306–314       |              |
| ANE 514 | | Nakkît; The Story of Shaykh                                                                     | nicht enth.        | nicht enth. | nicht enth.          |              | nicht enth.      | 2, 314–386       |              |
| ANE 515 | | Sitt al-Banât and the King of Irak’s Son; The Story of                                          | nicht enth.        | nicht enth. | nicht enth.          |              | nicht enth.      | 2, 333–355       |              |
| ANE 516 | | Taylun and the Generous Man; The Story of Sultan                                                | nicht enth.        | nicht enth. | nicht enth.          |              | nicht enth.      | 2, 355–366       |              |
| ANE 517 | | Soothsayer and His Apprentice; The Story of the                                                 | nicht enth.        | nicht enth. | nicht enth.          |              | nicht enth.      | 2, 366–376       |              |
| ANE 518 | | Merchant’s Daughter Who Married the King of China; The Story of the                             | nicht enth.        | nicht enth. | nicht enth.          |              | nicht enth.      | enth.            |              |
| ANE 519 | | Hasan, the Love-stricken                                                                        | nicht enth.        | nicht enth. | nicht enth.          |              | nicht enth.      | nicht enth.      |              |
| ANE 520 | | Hasan, the Old Poet; The                                                                        | nicht enth.        | nicht enth. | nicht enth.          |              | nicht enth.      | nicht enth.      |              |
| ANE 521 | | Yâsamîn and Husayn the Butcher; The Story of                                                    | nicht enth.        | nicht enth. | nicht enth.          |              | nicht enth.      | nicht enth.      |              |
| ANE 522 | | Muhammad of Damascus and Sa‘d of Baghdad; The Story of                                          | nicht enth.        | nicht enth. | nicht enth.          |              | nicht enth.      | nicht enth.      |              |
| ANE 523 | | Qamar al-Zamân and Shams                                                                        | nicht enth.        | nicht enth. | nicht enth.          |              | nicht enth.      | nicht enth.      |              |
| ANE 524 | | Alexander the Great and the Search for the Water of Life                                        | nicht enth.        | nicht enth. | nicht enth.          |              | nicht enth.      | nicht enth.      |              |
| ANE 525 | | Solomon; The Story of                                                                           | nicht enth.        | nicht enth. | nicht enth.          |              | nicht enth.      | nicht enth.      |              |
| ANE 526 | | Sabâ; The Story of King                                                                         | nicht enth.        | nicht enth. | nicht enth.          |              | nicht enth.      | nicht enth.      |              |
| ANE 527 | | Alexander the Great; The Story of                                                               | nicht enth.        | nicht enth. | nicht enth.          |              | nicht enth.      | nicht enth.      |              |
| ANE 528 | | Hâyid’s Expedition to the Sources of the Nile                                                   | nicht enth.        | nicht enth. | nicht enth.          |              | nicht enth.      | nicht enth.      |              |
| ANE 529 | | Barmakids; The Story of the                                                                     | nicht enth.        | nicht enth. | nicht enth.          |              | nicht enth.      | nicht enth.      |              |
| ANE 530 | | Abû Hasan, the Old Man Who Bemoans Ja‘far; The Story of                                         | nicht enth.        | nicht enth. | nicht enth.          |              | nicht enth.      | nicht enth.      |              |
| ANE 531 | | Al-Mundhir ibn al-Mughîra who Bemoans Ja‘far                                                    | nicht enth.        | nicht enth. | nicht enth.          |              | nicht enth.      | nicht enth.      |              |
| ANE 532 | | Al-Ma’mûn and the Parasite                                                                      | nicht enth.        | nicht enth. | nicht enth.          |              | nicht enth.      | nicht enth.      |              |
| ANE 533 | | Alî al-Khawâjâ; The Story of                                                                    | nicht enth.        | nicht enth. | nicht enth.          |              | nicht enth.      | nicht enth.      |              |
| ANE 534 | | Hasan, the Youth Whose Wishes Are Fulfilled; The Story of                                       | nicht enth.        | nicht enth. | nicht enth.          |              | nicht enth.      | nicht enth.      |              |
| ANE 535 | | Zahr al-Rawd, the Princess Abducted by a Christian Prince; The Story of                         | nicht enth.        | nicht enth. | nicht enth.          |              | nicht enth.      | nicht enth.      |              |
| ANE 536 | | Sayf ibn Dhî Yazan                                                                              | nicht enth.        | nicht enth. | nicht enth.          |              | nicht enth.      | nicht enth.      |              |
| ANE 537 | | ‘Abbâs; The Story of                                                                            | nicht enth.        | nicht enth. | nicht enth.          |              | nicht enth.      | nicht enth.      |              |
| ANE 538 | | Ma‘dîkarib; The Story of                                                                        | nicht enth.        | nicht enth. | nicht enth.          |              | nicht enth.      | nicht enth.      |              |
| ANE 539 | | Ma‘n Obtains Pardon for a Rebel                                                                 | nicht enth.        | nicht enth. | nicht enth.          |              | nicht enth.      | nicht enth.      |              |
| ANE 540 | | Ma‘n’s Anger; It is Impossible to Arouse                                                        | nicht enth.        | nicht enth. | nicht enth.          |              | nicht enth.      | nicht enth.      |              |
| ANE 541 | | Ishâq and the Roses                                                                             | nicht enth.        | nicht enth. | nicht enth.          |              | nicht enth.      | nicht enth.      |              |
| ANE 542 | | Kiss; The Story of the                                                                          | nicht enth.        | nicht enth. | nicht enth.          |              | nicht enth.      | nicht enth.      |              |
| ANE 543 | Kalif al-Ma'mun und das Mädchen vom Stamm der Kilab; Der                                                     | Ma’mûn and the Kilabite Girl; al-                                                               | nicht enth.        | nicht enth. | nicht enth.          |              | nicht enth.      | nicht enth.      | 4, 502–505   |
| ANE 544 | | Sayf al-Tîjân; The Story of                                                                     | nicht enth.        | nicht enth. | nicht enth.          |              | nicht enth.      | nicht enth.      |              |
| ANE 545 | | Hasan, the King of Egypt                                                                        | nicht enth.        | nicht enth. | nicht enth.          |              | nicht enth.      | nicht enth.      |              |
| ANE 546 | | Fâris al-Khayl and al-Badr al-Fâyiq; Story of the two Princes                                   | nicht enth.        | nicht enth. | nicht enth.          |              | nicht enth.      | nicht enth.      |              |
| ANE 547 | | Mâlik ibn Mirdâs; The Story of                                                                  | nicht enth.        | nicht enth. | nicht enth.          |              | nicht enth.      | nicht enth.      |              |
| ANE 548 | | Sirkhâ and Aftûna; The Story of                                                                 | nicht enth.        | nicht enth. | nicht enth.          |              | nicht enth.      | nicht enth.      |              |
| ANE 549 | | Dâmir and al-‘Anqâ’; The Story of                                                               | nicht enth.        | nicht enth. | nicht enth.          |              | nicht enth.      | nicht enth.      |              |
| ANE 550 | | Mahmûd and His Three Sons; The Story of                                                         | nicht enth.        | nicht enth. | nicht enth.          |              | nicht enth.      | nicht enth.      |              |
| ANE 551 | | Omanite; Story of the                                                                           | nicht enth.        | nicht enth. | nicht enth.          |              | nicht enth.      | nicht enth.      |              |

## Nicht in der Arabian Nights Encyclopedia gelistete Geschichten
| Deutscher Wikipedia-Artikel                                           | Burton 1900 | Weil 1984 | Littmann 1968 | Ott             | Habicht 1926 | Tauer 1989 |
| --------------------------------------------------------------------- | ----------- | --------- | ------------- | --------------- | ------------ | ---------- |
| Frauenschänder, Der                                                   |             |           |               | BdL, S. 421–427 |              |            |
| Gespräch unter Frauen, Ein                                            |             |           |               | DgE, S. 121     |              |            |
| König Kamarassaman und seine Söhne al-Amdschad und al-Asad (Fragment) |             |           |               | TN, 616–637     |              |            |
| Sklavin und der Obstverkäufer, Die                                    | 14, 199–201 |           |               |                 |              | 1, 221f.   |